# Liste der Kulturdenkmale in Oberschöna
In der Liste der Kulturdenkmale in Oberschöna sind die Kulturdenkmale der sächsischen Gemeinde Oberschöna verzeichnet, die bis August 2023 vom Landesamt für Denkmalpflege Sachsen erfasst wurden (ohne archäologische Kulturdenkmale). Die Anmerkungen sind zu beachten.
Diese Aufzählung ist eine Teilmenge der Liste der Kulturdenkmale im Landkreis Mittelsachsen.

## Oberschöna
| Bild                                    | Bezeichnung | Lage                                 | Datierung | Beschreibung | ID       |
| --------------------------------------- | --- | ------------------------------------ | --- | --- | -------- |
| Direkt Bild zu diesem Denkmal hochladen | Haldenzug Dorothea Erbstolln mit Halde Müllerschacht, Theodorschacht und Paulschacht | (Flurstück 566a, 566, 644) (Karte)   | Mitte 16. Jahrhundert | Bergbau- und regionalgeschichtlich von Bedeutung (siehe auch Dorfstraße 15, 16 und 17). Südwestlich von Oberschöna befindet sich ein altes Grubenfeld, der Haldenzug verläuft parallel zur B 173, die Müller- und Theodorschachthalde sind mit je 10 m × 10 m sehr klein, beide haben eine relative Höhe von 2 m, die Halde des Paulschachtes ist mit ca. 70 m × 100 m die größte Halde des Zuges mit einer relativen Höhe von 5 bis 7 m, Reste der Schachtmauerung und ein kleines Gewölbe sind erhalten. Die Halden sind größtenteils mit Laubbäumen bewachsen (vorwiegend Birken).     | 09209111 |
| Weitere Bilder                          | Kirche mit Ausstattung und Grabmal an der nördlichen Kirchenwand | Am Geyersberg (Karte)                | 1761/1762 (Kirche); bezeichnet mit „J F S 1765“ (Taufe); 1766–1768 (Kanzelaltar); nach 1854 (Grabmal); 1887/1888 (Orgel)         | Kirche nach Brand von 1761 neu errichtet, spätbarocke Saalkirche mit mittelalterlichem Kern, bau- und ortsgeschichtlich von Bedeutung. - Kirche: mittelalterlicher Kern-Chor und Turmunterbau, verputzter Bruchsteinbau mit dreiseitigem Chorschluss, im Norden Turmaufbau mit Haube um 1770, Bruchsteinmauer fasst das Grundstück oberhalb vom Pfarrhaus - Grabmal der Erdmuthe Wilhelmine Auguste Freifrau von Beust, geb. von Carlowitz (1773–1854): an der nördlichen Kirchenwand, verwitterter Sandstein                                                                             | 09209097 |
|                                         | Gesindehaus des ehemaligen Rittergutes | Am Geyersberg 3 (Karte)              | Um 1700 | Breit gelagerter Putzbau mit markantem Mansardwalmdach, bau- und ortsgeschichtlich von Bedeutung. Massiv, zweigeschossig, Sandsteingewände, Krüppelwalmmansarddach, Gebäude ist saniert, neue Fenster. | 09209096 |
| Direkt Bild zu diesem Denkmal hochladen | Einfriedungsmauer | Am Geyersberg 18, 22 (Karte)         | 18. Jahrhundert | Straßenbildprägende Bruchsteinmauern, ehemalige Parkmauern, die sich an der Straße oberhalb von Kirche und Pfarrhaus entlang ziehen. Unterhalb von Kirche und Pfarrhaus sind noch Reste von Bruchsteinmauern zu sehen. | 09209099 |
| Direkt Bild zu diesem Denkmal hochladen | Pfarrhaus, Pfarrscheune und Einfriedungsmauer eines Pfarrhofes | Am Geyersberg 23 (Karte)             | 1722 | Pfarrhaus stattlicher Putzbau mit Mittelrisalit und hohem Walmdach, im Zusammenhang mit Kirche ortsbildprägendes Ensemble, bau- und ortsgeschichtlich von Bedeutung. - Pfarrhaus: zweigeschossig, massiv, Sandsteingewände, Portal mit Schlussstein und Verdachung, Mittelrisalit mit Dacherker, Walmdach saniert - Scheune: Holzscheune, böhmische Verbretterung - Bruchsteinmauer: fasst den Garten ein - Hinterhaus (Abbruch zwischen 2002 und 2009): Erdgeschoss massiv, Obergeschoss Fachwerk, Krüppelwalmdach                                                                       | 09209098 |
| Direkt Bild zu diesem Denkmal hochladen | Denkmal für die Gefallenen des Ersten Weltkrieges | Am Geyersberg 23 (unterhalb) (Karte) | Nach 1918 | Von ortsgeschichtlicher Bedeutung. Wand aus Natursteinen, darauf Gedenkplatte mit Adlerrelief. | 09209100 |
| Direkt Bild zu diesem Denkmal hochladen | Wohnhaus einer ehemaligen Schmiede | An der Hauptstraße 9 (Karte)         | 1670 | Obergeschoss Fachwerk, bau- und ortsgeschichtlich von Bedeutung. Erdgeschoss massiv (Eingangssituation verändert, Verbreiterung der Öffnungen), Giebelseite massiv, Giebel Fachwerk (verkleidet), Satteldach, rückwärtiger Anbau. | 09209090 |
| Direkt Bild zu diesem Denkmal hochladen | Straßenbrücke über die Striegis | An der Hauptstraße 9 (bei) (Karte)   | Bezeichnet mit 1888 | Einbogige Natursteinbrücke, dokumentiert alte Wegestruktur, ortsgeschichtlich von Bedeutung. Alte Bausubstanz erhalten, von breiterer Brücke und Fahrbahn überbaut. | 09209089 |
| Direkt Bild zu diesem Denkmal hochladen | Friedhof Oberschöna (Sachgesamtheit) | Dorfstraße (Karte)                   | Nach 1632 | Sachgesamtheit Friedhof Oberschöna mit folgenden Einzeldenkmalen: Kapelle mit Christusstatue, Denkmal für die Gefallenen des Zweiten Weltkrieges, Erbbegräbnis der Familie Carlowitz und Einfriedungsmauer (siehe 09209103, gleiche Anschrift) sowie Friedhofsgestaltung (Gartendenkmal); bau- und ortsgeschichtlich von Bedeutung. Friedhof: alte Bruchsteinmauer, alter Baumbestand. | 09305300 |
| Direkt Bild zu diesem Denkmal hochladen | Kapelle mit Christusstatue, Denkmal für die Gefallenen des Zweiten Weltkrieges, Erbbegräbnis der Familie Carlowitz und Einfriedungsmauer (Einzeldenkmale der Sachgesamtheit 09305300) | Dorfstraße (Karte)                   | Nach 1632 (Friedhofskapelle); 1826 (Erbbegräbnis); 1927 (Christusfigur); nach 1945 (Kriegerdenkmal)                              | Einzeldenkmale der Sachgesamtheit Friedhof Oberschöna; Kapelle eingeschossiger Fachwerkbau mit Walmdach mit Schopf, bau- und ortsgeschichtlich von Bedeutung. - Kapelle: eingeschossig, Fachwerk-Konstruktion, Steinsockel, Krüppelwalmdach (Schiefer), massiver Anbau, an der Giebelseite hölzerner Christus am Kreuz, überlebensgroß, Holz - Kriegerdenkmal: Holztafeln in Stein gefasst - Erbbegräbnis der Familie Carlowitz (ab 1826): 3 × 5 Grabstätten mit Marmorplatten - Friedhof: alte Bruchsteinmauer, alter Baumbestand                                                        | 09209103 |
| Direkt Bild zu diesem Denkmal hochladen | Straßenbrücke über die Striegis | Dorfstraße 3 (vor) (Karte)           | Um 1800 | Einbogige Natursteinbrücke, dokumentiert alte Wegestruktur, ortsgeschichtlich von Bedeutung. Tonnengewölbte Steinbogenbrücke aus Gneis, Brückenwangen aus Gneismauerwerk mit Torpfeiler. | 09209058 |
| Direkt Bild zu diesem Denkmal hochladen | Huthaus und Mundloch | Dorfstraße 5 (Karte)                 | Um 1750 (Huthaus); bezeichnet mit 1800 (Mundloch)                                                                                | Huthaus zum Grubenfeld Eherne Schlange und Reste des Mundloches, bergbau- und ortsgeschichtlich von Bedeutung. Erdgeschoss massiv (Garage, breites Fenster), Obergeschoss Fachwerk (Holz verkleidet), Satteldach. | 09209114 |
| Direkt Bild zu diesem Denkmal hochladen | Mundloch des Hohe Neujahr Erbstolln und Mühlgrabenüberwölbung | Dorfstraße 5 (gegenüber) (Karte)     | 16./17. Jahrhundert | Bergbaugeschichtlich von Bedeutung. Gehauene Gneissteine, rechteckig stehende Öffnung, das Grubenfeld Hohe Neujahr befand sich südlich des Wegefarther Viadukts am westlichen Talhang der Großen Striegis. | 09209112 |
| Direkt Bild zu diesem Denkmal hochladen | Wohnhaus | Dorfstraße 8 (Karte)                 | 1. Hälfte 19. Jahrhundert | Landschaftstypische Holzbauweise, baugeschichtlich von Bedeutung. Erdgeschoss massiv (Bruchstein), Obergeschoss Fachwerk (verkleidet), Giebelseiten Fachwerk, Satteldach (Schiefer). | 09209082 |
| Direkt Bild zu diesem Denkmal hochladen | Halde des Hohe Neujahr Erbstolln | Dorfstraße 10 (hinter) (Karte)       | 18. Jahrhundert | Bergbaugeschichtlich von Bedeutung | 09209115 |
| Direkt Bild zu diesem Denkmal hochladen | Wohnstallhaus mit Backhaus eines ehemaligen Vierseithofes | Dorfstraße 11 (Karte)                | Um 1840 | Regionaltypischer Fachwerkbau, baugeschichtlich von Bedeutung. - Wohnstallhaus: Erdgeschoss massiv, Obergeschoss Fachwerk (verschiefert), Krüppelwalmdach, Sandsteingewände, Backhaus - Seitengebäude (Abbruch wurde 2014 festgestellt): Erdgeschoss massiv, Obergeschoss Fachwerk, Satteldach, sehr schlechter Bauzustand | 09209085 |
| Direkt Bild zu diesem Denkmal hochladen | Transformatorenhäuschen | Dorfstraße 11 (vor) (Karte)          | 1912 | Außer Betrieb, aber in gutem Originalzustand, ortsbildprägendes Gebäude in Fachwerkbauweise, als Zeugnis der frühen Elektrifizierung des Freiberger Raumes von regional- und technikgeschichtlicher Bedeutung, saniert, Dach mit Schiefer gedeckt | 09209084 |
| Direkt Bild zu diesem Denkmal hochladen | Huthaus der Grube Dorothea Erbstolln (ehemals Unverhoffter Segen Gottes Erbstolln, Zenith Fundgrube) | Dorfstraße 16 (Karte)                | 1859 | Als Zeugnis der bedeutendsten Silbererzgrube Oberschönas von bergbaugeschichtlicher Bedeutung. Erdgeschoss massiv (Bruchstein), Obergeschoss möglicherweise in Teilen Fachwerk, Giebelseite mit Holz verschalt, Satteldach mit Biberschwanzdeckung. | 09209086 |
| Direkt Bild zu diesem Denkmal hochladen | Untertägige Schachtanlage der Grube Unverhoffter Segen Gottes Erbstolln (später Dorothea Erbstolln und Zenith Fundgrube) mit gemauerter Radstube, Erzabbauen, Abzugsrösche und Mundloch, Erzwäsche der Grube Dorothea Erbstolln mit Aufschlag- und Abzugsgraben sowie Lanz-Dampflokomobile der ehemaligen Holzwarenfabrik und Holzbiegerei Herbert Abendroth | Dorfstraße 16 (Karte)                | 1790–1792 (Radstube); 18.–19. Jahrhundert (Bergbauanlagenteil); 1858/1859 (Stoßherdwäsche); 1859 (Gebäude); um 1910 (Lokomobile) | Radstube heute Bergbau-Schauanlage, als Zeugnisse der bedeutendsten Silbererzgrube Oberschönas von großem bergbau- und technikgeschichtlichen Wert | 09209087 |
| Direkt Bild zu diesem Denkmal hochladen | Wohnstallhaus | Dorfstraße 20 (Karte)                | Um 1850 | Bestandteil der alten Dorfstruktur, landschaftstypisches Fachwerkhaus, baugeschichtlich von Bedeutung. Erdgeschoss massiv, Obergeschoss Fachwerk, Giebelseite massiv, Satteldach. | 09209088 |
| Direkt Bild zu diesem Denkmal hochladen | Wohnhaus | Dorfstraße 24 (Karte)                | 1830 | Stattlicher, straßenbildprägender Fachwerkbau in regionaltypischer Gestaltung, baugeschichtlich von Bedeutung, als ehemaliges Gemeindeamt von ortsgeschichtlichem Wert. Erdgeschoss massiv, Steingewände, Obergeschoss Fachwerk, Giebelseiten und Giebel ebenfalls Fachwerk, eine Giebelseite verbrettert, Krüppelwalmdach. | 09209094 |
| Direkt Bild zu diesem Denkmal hochladen | Wohnhaus und angebaute Mühle mit technischer Ausstattung | Dorfstraße 28 (Karte)                | 1830 | Straßenbildprägendes Gehbäudeensemble, bau-, orts- und technikgeschichtlich von Bedeutung. - Mühle: dreigeschossig (straßenseitig), Erdgeschoss und erstes Obergeschoss massiv, Stichbogenportal mit Schlussstein, zweites Obergeschoss Fachwerk, einseitiges Krüppelwalmdach, zum Teil Biberschwanzdeckung - in baulicher Einheit mit dem Wohnhaus das Mühlengebäude: dreigeschossig, Mansarddach, Turm - Mühlentechnik vorhanden | 09209092 |
| Direkt Bild zu diesem Denkmal hochladen | Straßenbrücke über den Oberreichenbacher Bach | Dorfstraße 32 (vor) (Karte)          | 19. Jahrhundert | Einbogige Natursteinbrücke, dokumentiert alte Wegestruktur, ortsgeschichtlich von Bedeutung, neue Fahrbahndecke | 09209093 |
| Direkt Bild zu diesem Denkmal hochladen | Ehemalige Gutsbrauerei | Dorfstraße 36 (Karte)                | Bezeichnet mit 1805 | Von ortshistorischer Bedeutung, bildprägender Baukörper. Zweigeschossig, massiv, Fenster des Erdgeschosses und Obergeschosses durch Rahmung zusammengefasst, originale Fenster, Krüppelwalmdach. | 09209095 |
| Direkt Bild zu diesem Denkmal hochladen | Straßenbrücke über die Striegis | Dorfstraße 41 (neben) (Karte)        | Bezeichnet mit 1878 | Einbogige Natursteinbrücke, dokumentiert alte Wegestruktur, ortsgeschichtlich von Bedeutung. Einbogig, saniert, neue Fahrbahndecke und Geländer. | 09209101 |
| Direkt Bild zu diesem Denkmal hochladen | Wohnstallhaus | Dorfstraße 44 (Karte)                | Um 1800 | Zeittypisches Bauernhaus mit Fachwerk-Anteil im Obergeschoss, baugeschichtlich von Bedeutung. Erdgeschoss massiv, Obergeschoss Fachwerk, teilweise massiv, Sandsteingewände im Erdgeschoss, Giebelseite und Giebel Sichtfachwerk. | 09209102 |
| Direkt Bild zu diesem Denkmal hochladen | Wohnhaus und Seitengebäude | Dorfstraße 69 (Karte)                | 2. Viertel 19. Jahrhundert | Bildprägender Fachwerkbau unmittelbar an der Dorfstraße gelegen, baugeschichtlich von Bedeutung. Erdgeschoss massiv, Obergeschoss Fachwerk, eine Giebelseite verkleidet, Satteldach. | 09209104 |
| Direkt Bild zu diesem Denkmal hochladen | Häuslerhaus | Dorfstraße 71 (Karte)                | 1. Hälfte 19. Jahrhundert | Weitestgehend original erhaltenes Wohnhaus mit Fachwerk-Obergeschoss (verputzt, verkleidet), baugeschichtlich von Bedeutung. Satteldach (Schiefer), Giebelseite Fachwerk verbrettert, zur Dorfstraße verputzt. | 09209105 |
| Direkt Bild zu diesem Denkmal hochladen | Wohnstallhaus eines Vierseithofes | Dorfstraße 80 (Karte)                | Um 1800 | Regionaltypisches Bauernhaus mit Fachwerk-Obergeschoss, guter Originalzustand, baugeschichtlich von Bedeutung. Erdgeschoss massiv, Obergeschoss Fachwerk (verschiefert, verbrettert), Satteldach. | 09209107 |
| Direkt Bild zu diesem Denkmal hochladen | Straßenbrücke über die Striegis | Dorfstraße 80 (vor) (Karte)          | 19. Jahrhundert | Einbogige Natursteinbrücke, dokumentiert alte Wegestruktur, ortsgeschichtlich von Bedeutung, verputzt | 09209106 |
| Direkt Bild zu diesem Denkmal hochladen | Transformatorenhäuschen | Dorfstraße 81 (neben) (Karte)        | 1912 | Außer Betrieb, aber in gutem Originalzustand, ortsbildprägendes Gebäude in Fachwerkbauweise, als Zeugnis der frühen Elektrifizierung des Freiberger Raumes von regional- und technikgeschichtlicher Bedeutung, Pyramidendach mit Schieferdeckung. Denkmaltext siehe Transformatorenhäuschen vor Dorfstraße 11. | 09209108 |
| Direkt Bild zu diesem Denkmal hochladen | Scheune, ursprünglich zu einem Bauernhof gehörend | Dorfstraße 96 (Karte)                | Um 1850 | Verputzter Bruchsteinbau in zeit- und landschaftstypischer Bauweise mit bau- und wirtschaftsgeschichtlicher Bedeutung. Verputzter Bruchsteinbau, eingeschossig mit Drempel, Abschluss durch Satteldach. An der Hoftraufseite große mit Segmentbogen abschließende Holztore. Im Drempelgeschoss Fensteröffnungen, verschlossen durch Holzläden sowie schlitzartige Lüftungsöffnungen. Durch seine besonders typische Ausprägung und den guten Originalzustand wird diese Scheune für die regionale Geschichte des ländlichen Bauhandwerks bedeutsam, woraus sich ihr Denkmalwert ableitet. | 09303888 |
| Direkt Bild zu diesem Denkmal hochladen | Häuslerhaus | Mühlenweg 3 (Karte)                  | Im Kern 17. Jahrhundert | Aufgrund seiner alten Fachwerkkonstruktion (Kopfstrebe, Andreaskreuz) von bau- und hausgeschichtlicher Bedeutung. Erdgeschoss massiv, zwei Garagen, Obergeschoss Fachwerk mit Kopfstreben und Andreaskreuzen, Satteldach, alte Porphyrgewände, Verdachung des Türstockes ist erhalten, Giebelseiten und Giebel verbrettert, laut Information eines früheren Bewohners (Elternhaus) war das Haus nach Urkundenlage bereits 1565 vorhanden (Auszug aus Gemeindearchiv – cat. no: 11a), ehemaliges Gärtnerhaus.                                                                              | 09209091 |

## Bahnhof Frankenstein
| Bild           | Bezeichnung                                                                                  | Lage                    | Datierung                                                                                 | Beschreibung | ID       |
| -------------- | -------------------------------------------------------------------------------------------- | ----------------------- | ----------------------------------------------------------------------------------------- | --- | -------- |
| Weitere Bilder | Empfangsgebäude mit Stellwerk, Wirtschaftsgebäude, Bahnmeisterei (Nr. 4) und Schrankenposten | Am Bahnhof 2, 4 (Karte) | 1868 (Empfangsgebäude); 1876 (Erweiterung); 1870 (Güterabfertigung); 1877 (Bahnmeisterei) | Weitgehend authentisch erhaltenes Bahnhofsensemble an der Bahnstrecke Dresden–Werdau (6258; sä. DW), eisenbahn- und technikgeschichtlich von Bedeutung. - Fachwerkschuppen: eingeschossiger Fachwerkbau, verputzt, mit Satteldach - Wohnhaus (ursprünglich zum Bahnhof gehörend): zweigeschossiger Putzbau, zum Teil verkleidet, Satteldach - Empfangsgebäude: zweigeschossiger Putzbau, Segmentbogenfenster, originale Fenstergewände, flaches Satteldach, eingeschossiger Anbau mit Drempel, ebenfalls flaches Satteldach - Schrankenwärterhaus (später Nebengebäude Wohnhaus): eingeschossiger Fachwerkbau - Bahnsteigwartehalle (Abbruch 2002): eingeschossiger Fachwerkbau mit Ziegelausfachung, flachgeneigtes Satteldach | 09209109 |

## Bräunsdorf
| Bild                                    | Bezeichnung | Lage                                                                                              | Datierung | Beschreibung | ID       |
| --------------------------------------- | --- | ------------------------------------------------------------------------------------------------- | --- | --- | -------- |
| Weitere Bilder                          | Sachgesamtheit Königlich-Sächsische Triangulierung („Europäische Gradmessung im Königreich Sachsen“); Station 95, Bräunsdorf | (Flurstück 556) (Karte)                                                                           | Bezeichnet mit 1869 | Triangulationssäule; Station 2. Ordnung, bedeutendes Zeugnis der Geodäsie des 19. Jahrhunderts, vermessungsgeschichtlich von Bedeutung. Vermessungssäule aus Niederbobritzscher Granit, oben angeschlagener Schaft ohne Abdeckplatte, stark verwitterter Inschrift, quadratischer Grundriss, Höhe 1,90 m, Kantenlänge oben 43 cm, abgesetzter Sockel mit Höhenbolzen. Die Station Bräunsdorf wurde im Oktober 1868 auf der höchsten Stelle des Wäschberges, nördlich des Dorfes unter der Leitung von Schanz errichtet. Der Königlich Sächsische Staatsfiscus war Eigentümer des Grundstückes. Die in der Vergangenheit umgestürzte Säule wurde ca. 2 m neben dem ehemaligen Standort wieder aufgestellt und 2011 restauriert. Im unteren Teil der Säule ist ein Höhenbolzen eingelassen. Die Deckplatte ist nicht mehr vorhanden, obwohl eine Aktennotiz aus den 1920er Jahren davon berichtet, dass „die Deckplatte v. d. Staatsgutverwaltung aufcementiert wurde. Die Lösung der Platte soll erst erfolgen, wenn d. Pfeiler zu Messungen benutzt werden soll“. Die Säule weist eine stark verwitterte Inschrift und einen Höhenbolzen auf. | 09208898 |
| Weitere Bilder                          | Wasserturm | (Flurstück 613) (Karte)                                                                           | 1906 | Landschaftsprägender Turm mit qualitätvoller Gestaltung, bau- und versorgungsgeschichtlich von Bedeutung. Auf der Anhöhe des Wäschbergs nahe Bräunsdorf wurde 1906 ein Wasserturm für die Sächsische Landeserziehungsanstalt, welche auf dem Gelände des ehemaligen Rittergutes eingerichtet wurde, gebaut. Der 25 Meter hohe Turm mit zwei halbrunden Wasserbehältern (je 30 m³ Fassungsvermögen) war bis 1997 in Betrieb. Seine charakteristische Gestaltung in historisierender, neuromanischer Formensprache und seine freie, erhöhte Lage machen ihn zu einem landschaftsprägenden Wahrzeichen des Ortes. Ursprünglich als reine Stahlskelettkonstruktion errichtet, erhielt der Turm durch Umbaumaßnahmen (Ausfachung mit Ziegelmauerwerk, Verputz) 1910 seine Prägung als steinerner Wehrturm. Der achteckige Turmschaft verjüngt sich bis zum auskragenden, flach abschließenden Behältergeschoss, dessen Dachabschluss von einem stilisierten Zinnenkranz kaschiert wird. Ein polygonaler, über das Dach hinausreichender Erker mit spitzem Kegeldach ist östlich an das Behältergeschoss angebaut und verstärkt den verspielt-historisierenden Burgturmcharakter. Dem Wasserturm kommt aufgrund seiner qualitätvollen, singulären Gestaltung eine baugeschichtliche Bedeutung zu. Als Beispiel der frühen zentralen Wasserversorgung vom Anfang des 20. Jahrhunderts hat er zugleich versorgungsgeschichtlichen Wert. | 09209014 |
| Direkt Bild zu diesem Denkmal hochladen | Wohnstallhaus und zwei Scheunen eines Bauernhofes | Am Dorfbach 8 (Karte)                                                                             | Um 1800 | Intakte Hofstruktur mit regionaltypischem Fachwerk-Wohnstallhaus und original erhaltenen Holzscheunen, bau- und wirtschaftsgeschichtlich von Bedeutung. - Wohnstallhaus: Erdgeschoss massiv, Obergeschoss Fachwerk, Satteldach - zwei im Winkel zueinander stehende hölzerne Scheunen mit Satteldach | 09209004 |
| Direkt Bild zu diesem Denkmal hochladen | Wäschemangel und Mangeltisch | Am Dorfbach 8 (Karte)                                                                             | Um 1920 | Kastenmangel eines unbekannten Herstellers um 1920, von hauswirtschafts- und technikgeschichtlicher Bedeutung | 09304389 |
| Direkt Bild zu diesem Denkmal hochladen | Schule und Gedenkstein für Werner Seelenbinder | Am Schulberg 4 (Karte)                                                                            | Schule bezeichnet mit 1910 | Zeittypischer Putzbau mit markantem Dachreiter, bau- und ortsgeschichtlich von Bedeutung. - Schule: zweigeschossiger Putzbau, markantes Walmdach mit Uhrenturm, Schuleingang gerahmt von rundbogiger Nische mit profiliertem Gewände, neue Fenster - Gedenkstein: Porphyrplatte „Zum Gedenken Werner Seelenbinder 1904–1944“ | 09209019 |
| Direkt Bild zu diesem Denkmal hochladen | Wohnstallhaus mit Anbau | Am Wasserturm 8 (Karte)                                                                           | Um 1800 | Regionaltypische Fachwerkbauweise in gutem Originalzustand, baugeschichtlich von Bedeutung. - Wohnstallhaus: Erdgeschoss massiv, Obergeschoss vermutlich Fachwerk (verputzt, verkleidet), Satteldach (Schiefer) - Anbau: niedriger als das Wohnstallhaus, Erdgeschoss massiv, Obergeschoss vermutlich Fachwerk (verputzt), Giebelseite massiv, Satteldach (Schiefer) | 09209017 |
| Direkt Bild zu diesem Denkmal hochladen | Halde der Neuen Hoffnung-Gottes-Fundgrube | An der Striegis (Karte)                                                                           | 18. Jahrhundert | Von großer bergbaugeschichtlicher Bedeutung für die Region | 09209029 |
|                                         | Pulverkammer | An der Striegis (Karte)                                                                           | 19. Jahrhundert | Von bergbaugeschichtlicher Bedeutung | 09208952 |
| Direkt Bild zu diesem Denkmal hochladen | Brücke über die Striegis | An der Striegis (Karte)                                                                           | 1875 | Bogenbrücke aus Bruchsteinen, verkehrsgeschichtlich von Bedeutung. Schmale Fußgängerbrücke, saniert. | 09209031 |
| Direkt Bild zu diesem Denkmal hochladen | Kunstgräben, Röschen und Mundlöcher der Neuen Hoffnung-Gottes-Fundgrube | An der Striegis (Karte)                                                                           | Um 1800 | Als wasserbauliche Anlage der größten Silbererzgrube im Striegistal von großer bergbaugeschichtlicher Bedeutung für die Region | 09209023 |
| Direkt Bild zu diesem Denkmal hochladen | Denkmal für die Gefallenen des Ersten Weltkrieges | An der Striegis (Karte)                                                                           | Nach 1918 | Ortsgeschichtlich von Bedeutung. Stele aus Feldstein, nur Bronzeplatten mit Namen der Gefallenen, Bronzeschale schließt das Denkmal nach oben hin ab. | 09209027 |
| Direkt Bild zu diesem Denkmal hochladen | Armenhaus | An der Striegis 2 (Karte)                                                                         | Um 1700 | Bildprägender Fachwerk-Bau, bau- und ortsgeschichtlich von Bedeutung. Erdgeschoss massiv, Obergeschoss Fachwerk, Satteldach. | 09209032 |
|                                         | Huthaus der Neuen Hoffnung-Gottes-Fundgrube | An der Striegis 11 (Karte)                                                                        | Bezeichnet mit 1648 | Letztes der drei Huthäuser von Bräunsdorf im Originalzustand, von großer bergbaugeschichtlicher Bedeutung für die Region. Erdgeschoss massiv, Steingewände, Obergeschoss Fachwerk, Satteldach, Fledermausgauben, Dachreiter mit Glocke. | 09209028 |
| Direkt Bild zu diesem Denkmal hochladen | Straßenbrücke über die Striegis | An der Striegis 11 (neben) (Karte)                                                                | 19. Jahrhundert | Einbogige Steinbrücke, verkehrsgeschichtlich von Bedeutung. Neuer Brückenaufbau mit Fahrbahndecke und Geländer. | 09209030 |
| Weitere Bilder                          | Rittergut Bräunsdorf, später Waisen- und Korrektionsanstalt (Sachgesamtheit) | Hainichener Straße 5, 7, 11, 12–26 (Romanus-Teller-Straße 8; Wingendorfer Straße 1, 2, 3) (Karte) | 1824 (Anstaltsgründung) | Sachgesamtheit Rittergut Bräunsdorf, später Waisen- und Korrektionsanstalt, mit folgenden Einzeldenkmalen: ehemaliges Rittergut, bestehend aus Kuhstall (Nr. 26), Pferde- und Schweinestallgebäude (westliches Gebäude), Scheune (westlich des Gutes), Brauerei (Nr. 23), Wohngebäude (Nr. 24, 25), Wirtschaftsgebäude (südlich des Gutes) sowie Torpfeiler und Einfriedungsmauer (siehe 09208998, Hainichener Straße 23–26), ehemalige Waisen- und Korrektionsanstalt, bestehend aus Hauptgebäude, Küchengebäude, Turnhalle, Knabenhaus, Schule, Mädchenhaus, Direktorenvilla sowie zwei weiteren Männerhäusern (heute Wohnhaus), die ursprünglich zum Rittergut gehörten (siehe 09209001, Hainichener Straße 15-22), ehemalige Beamtenwohnhäuser (siehe 09208998, 09209010, 09209009, Hainichener Straße 5/7, 11/14, 12/13), Wohnhaus (siehe 09209000, Romanus-Teller-Straße 8), ehemaliges Unterbringungsgebäude für Männer, später Landambulatorium einschließlich Einfriedung (siehe 09209006, Wingendorfer Straße 1) und zwei weiteren ehemaligen Beamtenwohnhäusern (siehe 09209005, Obj. 09209008, Wingendorfer Straße 2 und 3) sowie Gutspark (Gartendenkmal); gesamte Anlage von großer baugeschichtlicher, ortsgeschichtlicher und ortsbildprägender Bedeutung | 09305307 |
| Direkt Bild zu diesem Denkmal hochladen | Doppelwohnhaus, ehemaliges Beamtenwohnhaus (Einzeldenkmal der Sachgesamtheit 09305307) | Hainichener Straße 5, 7 (Karte)                                                                   | 1914–1915 | Einzeldenkmal der Sachgesamtheit Rittergut Bräunsdorf, später Waisen- und Korrektionsanstalt; ehemalige Unterkünfte für Bedienstete der Waisen- und Korrektionsanstalt, ortsgeschichtlich von Bedeutung. Eingeschossiger Putzbau mit zwei Eingängen (je eine Tür am gegenüberliegenden Giebel), Segmentbogenfenster, dazwischen Lisenen, Satteldach mit Biberschwanzdeckung (rot), vier Giebelgaupen. | 09209012 |
| Direkt Bild zu diesem Denkmal hochladen | Doppelwohnhaus, ehemaliges Beamtenwohnhaus (Einzeldenkmal der Sachgesamtheit 09305307) | Hainichener Straße 11, 14 (Karte)                                                                 | 1914–1915 | Einzeldenkmal der Sachgesamtheit Rittergut Bräunsdorf, später Waisen- und Korrektionsanstalt; ehemalige Unterkünfte für Bedienstete der Waisen- und Korrektionsanstalt, ortsgeschichtlich von Bedeutung. Kleine schlichte Wohnhäuser mit einer Hauseingangstür an jeder Giebelseite in originalem Erhaltungszustand, eingeschossig, Satteldach mit roten Biberschwänzen, vier Dachgaupen. Die eine Gebäudehälfte ist saniert: neue Fenster und Dachhäuschen, neu geputzte Außenflächen, gelb gestrichen, Nutzung als Wohnraum. | 09209010 |
|                                         | Doppelwohnhaus, ehemaliges Beamtenwohnhaus (Einzeldenkmal der Sachgesamtheit 09305307) | Hainichener Straße 12, 13 (Karte)                                                                 | 1914–1915 | Einzeldenkmal der Sachgesamtheit Rittergut Bräunsdorf, später Waisen- und Korrektionsanstalt; ehemaliges Wohnhaus für Beamte der Waisen- und Korrektionsanstalt, ortsgeschichtlich von Bedeutung. Zweigeschossiges Doppelwohnhaus mit ausgebautem Dachgeschoss, an jeder Giebelseite eine Hauseingangstür, Holztür mit dreigeteilten Oberlichtfenstern, Sandsteintürgewände mit Rundbogen und Zierelementen, zweigeteilte Fenster mit Kämpfer, Traufseite ist achtachsig, Erdgeschoss glatt verputzter Bruchsteinsockel, Ziegelmauerwerk glatt verputzt, verzierte Fenstergewände, Obergeschoss umlaufendes Gurtgesims, verzierte Fenstergewände, traufseitig zwei Risalite mit Frontgiebel, vorstehendes Krüppelwalmdach, Biberschwanzdeckung, rot. | 09209009 |
| Weitere Bilder                          | Ehemalige Waisen- und Korrektionsanstalt, bestehend aus Hauptgebäude, Küchengebäude, Turnhalle, Knabenhaus, Schule, Mädchenhaus, Direktorenvilla sowie zwei weiteren Männerhäusern (heute Wohnhaus), die ursprünglich zum Rittergut gehörten (Einzeldenkmale der Sachgesamtheit 09305307) | Hainichener Straße 15–22 (Karte)                                                                  | 1824 (Anstaltsgründung); 1841–1842 (Hauptgebäude); 1910 (Mädchen- und Knabenhaus sowie Schule); 1911 (Küchengebäude)                                                      | Einzeldenkmal der Sachgesamtheit Rittergut Bräunsdorf, später Waisen- und Korrektionsanstalt; bedeutende Anlage mit großer baugeschichtlicher, ortsbildprägender und ortsgeschichtlicher Bedeutung, seit Schließung des Heimes der größte Teil der Gebäude leerstehend und stark beschädigt | 09209001 |
| Weitere Bilder                          | Ehemaliges Rittergut, bestehend aus: Kuhstallanbau des ehemaligen Herrenhauses (Nr. 26, Herrenhaus Abbruch), Pferde- und Schweinestallgebäude (westliches Gebäude), Scheune (westlich des Gutes), Brauerei (Nr. 23), Wohngebäude (Nr. 24, 25), Wirtschaftsgebäude (Flurstück 499/6), Feldscheune (südliches Gebäude, Abbruch) sowie Torpfeiler und Einfriedungsmauer (Einzeldenkmale der Sachgesamtheit 09305307) | Hainichener Straße 23, 24, 25, 26 (Karte)                                                         | Bezeichnet mit 1760 (Gutsbrauerei); nach 1800 (Wirtschaftsgebäude); 1843 (Rinderstall); 19. Jahrhundert (Pferde- und Schweinestall); um 1900 (Scheune westlich des Gutes) | Einzeldenkmale der Sachgesamtheit Rittergut Bräunsdorf, später Waisen- und Korrektionsanstalt; später Ausgangspunkt der Waisen- und Korrektionsanstalt, teilweise Bestandteil dieser, von großer baugeschichtlicher, ortsbildprägender und ortsgeschichtlicher Bedeutung (Hainichener Straße 22 ursprünglich zum Rittergut gehörend, heute zur Waisen- und Korrektionsanstalt zugeordnet, siehe unter der genannten Anschrift) | 09208998 |
| Direkt Bild zu diesem Denkmal hochladen | Wohnstallhaus und Anbau | Hainichener Straße 40 (Karte)                                                                     | Um 1800 | Bauernhaus mit Fachwerk-Obergeschoss in gutem Originalzustand, baugeschichtlich von Bedeutung. Erdgeschoss massiv, Giebelseite massiv, Satteldach. | 09209018 |
| Direkt Bild zu diesem Denkmal hochladen | Wohnstallhaus | Hainichener Straße 42 (Karte)                                                                     | 1. Hälfte 19. Jahrhundert | Bildprägender Fachwerk-Bau, guter Originalzustand, baugeschichtlich von Bedeutung. Erdgeschoss massiv, Obergeschoss Fachwerk, Satteldach. | 09209020 |
| Direkt Bild zu diesem Denkmal hochladen | Straßenbrücke über die Striegis | Hainichener Straße 47 (bei) (Karte)                                                               | 19. Jahrhundert | Einbogige Natursteinbrücke, verkehrsgeschichtlich von Bedeutung | 09209022 |
| Direkt Bild zu diesem Denkmal hochladen | Halde | Niedere Reihe 25, 26 (hinter) (Karte)                                                             | 18. Jahrhundert | Bergbau- und ortsgeschichtlich von Bedeutung | 09208964 |
| Direkt Bild zu diesem Denkmal hochladen | Wohnhaus, ursprünglich zur Waisen- und Korrektionsanstalt gehörend (Einzeldenkmal der Sachgesamtheit 09305307) | Romanus-Teller-Straße 8 (Karte)                                                                   | Um 1905 | Einzeldenkmal der Sachgesamtheit Rittergut Bräunsdorf, später Waisen- und Korrektionsanstalt; ortsgeschichtlich von Bedeutung. Eingeschossiger Putzbau, Segmentbogenfenster, vorkragendes Satteldach. | 09209000 |
| Weitere Bilder                          | Bethaus mit Ausstattung | Romanus-Teller-Straße 18 (Karte)                                                                  | 1722; nach Brand 1826 wieder aufgebaut | Stattlicher Putzbau mit hohem Betsaal mit Rundbogenfenstern, bau- und ortsgeschichtlich von Bedeutung. Zweigeschossiger Putzbau, über Erdgeschoss hohes Geschoss mit Betsaal, hohe Rundbogenfenster, Walmdach. Romanus Teller, Ratsherr zu Leipzig, kaufte 1664 das von Husseiten zerstörte Bräunsdorf, brachte den Bergbau wieder zur Blüte und veranlasste 1722 den Bau eines Bethauses mit Schulstube. Ein Legat von 300 Talern, dessen Zinsen armen Schulkindern zugutekommen sollte, wurde ebenfalls von dem Besitzer hinterlegt. | 09209002 |
|                                         | Wohnhaus | Romanus-Teller-Straße 30 (Karte)                                                                  | Bezeichnet mit 1861 | Regionaltypischer Wohnbau in Fachwerkbauweise, baugeschichtlich von Bedeutung. Erdgeschoss massiv, Obergeschoss Fachwerk, Giebelseiten verkleidet, originaler Türstock mit Verdachung, Satteldach. | 09209003 |
| Direkt Bild zu diesem Denkmal hochladen | Halde | Rosental 20 (hinter) (Karte)                                                                      | 18. Jahrhundert | Bergbaugeschichtlich und regionalgeschichtlich von Bedeutung (auf der Halde befand sich Kunstschacht der „Verträglichen Gesellschaft“) | 09209021 |
| Direkt Bild zu diesem Denkmal hochladen | Erzkanal | Turbinenhaus 1 (Karte)                                                                            | 18. Jahrhundert | Drei Kilometer langer Kanal zum Transport der Erze zur unteren Wäsche der Neue-Hoffnung-Gottes-Fundgrube, bergbau- und technikgeschichtlich von Bedeutung. Auf dem Kanal wurden Erzkähne getreidelt, an seinem Auslauf errichtete noch eine Hebevorrichtung um das Gestein aus dem Kahn in das darunter befindliche Lagerhaus zu stürzen. | 09209024 |
| Direkt Bild zu diesem Denkmal hochladen | Straßenbrücke | Wingendorfer Straße (Karte)                                                                       | 19. Jahrhundert | Bruchsteinerne Bogenbrücke über die Striegis, dokumentiert alte Wegestruktur, verkehrsgeschichtlich von Bedeutung. Saniert, neue Fahrbahndecke und Geländer. | 09209063 |
| Direkt Bild zu diesem Denkmal hochladen | Ehemaliges Unterbringungsgebäude für Männer der Waisen- und Korrektionsanstalt, später Landambulatorium einschließlich Einfriedung (Einzeldenkmal der Sachgesamtheit 09305307) | Wingendorfer Straße 1 (Karte)                                                                     | 1914–1915, später überformt | Einzeldenkmal der Sachgesamtheit Rittergut Bräunsdorf, später Waisen- und Korrektionsanstalt; ortsgeschichtlich von Bedeutung. Zweigeschossiger Mitteltrakt mit beidseitigem eingeschossigen Anbau voll unterkellert, Erdgeschoss: Bruchsteinsockel, verfugt, flach liegende, vergitterte kellerfenster im Sockelbereich, Ziegelmauerwerk verputzt, Fensterfaschen, dreiteilige hohe Fenster mit zwei Drehflügeln und feststehendem Oberlicht, Seitenflügel des Hauses fünfachsig, Obergeschoss: am Mitteltrakt umlaufendes Putzgesims zwischen Erd- und Obergeschoss, Walmdach. | 09209006 |
| Direkt Bild zu diesem Denkmal hochladen | Doppelwohnhaus, ehemaliges Beamtenwohnhaus (Einzeldenkmal der Sachgesamtheit 09305307) | Wingendorfer Straße 2 (Karte)                                                                     | 1914–1915 | Einzeldenkmal der Sachgesamtheit Rittergut Bräunsdorf, später Waisen- und Korrektionsanstalt; als Bestandteil der Waisen- und Korrektionsanstalt von ortsgeschichtlicher und ortsbildprägender Bedeutung. Zweigeschossiger Putzbau, dreiteiliger Baukörper – zwei giebelständige Seitenflügel, dazwischen traufständiger Mittelteil, steile Satteldächer, Hauseingang am Mittelteil mit kleinem hölzernem Wetterschutz, Giebeldreiecke durch gebundene Fenster (Fensterbänder) und Ovalfenster gestalterisch betont, kleine Dachhechte, guter Originalzustand. | 09209005 |
| Direkt Bild zu diesem Denkmal hochladen | Beamtenwohnhaus (Einzeldenkmal der Sachgesamtheit 09305307) | Wingendorfer Straße 3 (Karte)                                                                     | 1914–1915 | Einzeldenkmal der Sachgesamtheit Rittergut Bräunsdorf, später Waisen- und Korrektionsanstalt; von ortsgeschichtlicher Bedeutung in Verbindung mit der Waisen- und Korrektionsanstalt dreigeschossiger Bau, voll unterkellert. - Erdgeschoss: verfugter Bruchsteinsockel, Wände Ziegelmauerwerk verputzt, sechsachsige Fenster mit Putzfaschen - erstes Obergeschoss: sechsachsig, Fenster mit Putzfaschen - zweites Obergeschoss: Mansardenausbau, siebenachsig, zweiflügeliges Rundfenster mit Segmentbogenüberdachung im Treppenhaus - Mansardwalmdach mit Biberschwanzdeckung | 09209008 |
| Direkt Bild zu diesem Denkmal hochladen | Friedhof mit Friedhofskapelle und Einfriedungsmauer | Wingendorfer Straße 5 (Karte)                                                                     | Um 1900 (Einfriedung); 1920er Jahre (Friedhofskapelle) | Qualitätvolle Aussegnungskapelle im Stil der 1920er Jahre, bau- und ortsgeschichtlich von Bedeutung. Kapelle: kreisrunder Grundriss, roter Klinker, vertikale Fensterschlitze, Flachdach mit zeltartiger Bekrönung und Kreuz. Innerhalb des Friedhofs entlang der Einfriedungsmauer Lindenbäume, keine nennenswerten Grabstätten. | 09209007 |
| Direkt Bild zu diesem Denkmal hochladen | Häuslerhaus | Zum Oberen Teich 14 (Karte)                                                                       | Um 1800 | Kleines Wohnhaus in landschaftstypischer Holzbauweise, baugeschichtlich von Bedeutung. Erdgeschoss massiv, Obergeschoss Fachwerk, Giebelseiten ebenfalls, Satteldach (Schiefer), Giebel verbrettert. | 09209015 |

## Kleinschirma
| Bild                                    | Bezeichnung | Lage                                 | Datierung | Beschreibung | ID       |
| --------------------------------------- | --- | ------------------------------------ | --- | --- | -------- |
|                                         | Wegestein | Freiberger Straße (Karte)            | 19. Jahrhundert | Verkehrsgeschichtlich von Bedeutung. Steinstele: „nach Kleinwaltersdorf 3,1 km“. | 09209072 |
| Weitere Bilder                          | Gasthof „Erbgericht“ mit Saalanbau und östlichem Gebäudeflügel (Nr. 65) sowie Erbgericht mit hinterem Anbau, Seitengebäude und Einfriedung (Nr. 66)                     | Freiberger Straße 65, 66 (Karte)     | Bezeichnet mit 1807 (Erbgericht); 1. Hälfte 19. Jahrhundert (Seitengebäude); bezeichnet mit 1887 (Gasthof)                               | Ortsbildprägendes Gebäudeensemble im Dorfkern mit bau- und ortsgeschichtlicher Bedeutung. - Gasthof: zweigeschossig, massiv, Krüppelwalmmansarddach, Dachreiter mit Uhr, Stichbogenportal mit Schlussstein (original) - Saalanbau: eingeschossig, verputzt, Rundbogenfenster, Erbgericht: giebelständig, zweigeschossig, massiv, Porphyrgewände, Mansarddach mit Schopf, Steinplatte mit Datierung und Inschrift, hinterer Anbau - Seitengebäude: Erdgeschoss massiv, Obergeschoss Fachwerk, Krüppelwalmdach, Obergeschoss auskragend zur Hofseite, nicht saniert - Scheune: Bruchstein, Krüppelwalmdach, von wissenschaftlich-dokumentarischem Wert. Scheune stand rechtwinklig zum Seitengebäude. Da sehr schlechter Erhaltungszustand, Abbruch zwischen 2002 und 2009. - Toreinfahrt | 09209071 |
| Direkt Bild zu diesem Denkmal hochladen | Auszugshaus, Seitengebäude und Scheune des ehemaligen Beigutes zum Rittergut                                                                                            | Freiberger Straße 69 (Karte)         | 1. Hälfte 19. Jahrhundert | Zeittypische Gebäude in Fachwerkbauweise, bau- und ortsgeschichtlich von Bedeutung. - Wohnstallhaus: zweigeschossig, originale Steingewände, Erdgeschoss massiv, Obergeschoss Fachwerk, Giebelseite Fachwerk, Krüppelwalmdach - Seitengebäude und Scheune: bauliche Einheit, L-förmiger Grundriss, Erdgeschoss massiv, Obergeschoss Fachwerk | 09209073 |
| Weitere Bilder                          | Wegestein | Wegefarther Straße (Karte)           | 19. Jahrhundert | Mit Richtungsangaben, verkehrsgeschichtlich von Bedeutung | 09209116 |
| Weitere Bilder                          | Kirche mit Ausstattung und Kirchhof und Einfriedungsmauer, Gedenktafel für Gefallene des Ersten Weltkrieges und Grufthaus sowie Baumreihe an der äußeren Kirchhofsmauer | Wegefarther Straße (Karte)           | 14. Jahrhundert (Chor); 1557 (Kanzel); bezeichnet mit 1557 (Taufe); 2. Hälfte 16. Jahrhundert (Saal); bezeichnet mit 1614 (Altarretabel) | Saalkirche, verputzter Bruchsteinbau mit dreiseitigem Chor, Satteldach und Dachreiter, bau- und ortsgeschichtlich von Bedeutung (siehe Dehio Sachsen II, S. 755). - Orgel: Erler-Orgel (1850–1853) - 19 Holzkreuze befinden sich auf dem Dachboden der Kirche - Friedhofsmauer: Bruchstein - Kriegerdenkmal Ersten Weltkrieg: Bronzeplatte in die Außenmauer (Südseite) der Kirche eingelassen, darüber Kruzifix - Grufthaus Familie Stört und Berndt, bezeichnet mit 1852: kleines Gebäude mit Dreiecksgiebel, Rundbogenportal - Grabplatte Familie Paul: „Hier ruhen Wilhelmine Paul, geb. Schulze, * 29.2.1844 + 24.5.1929 und deren Gatte der ehem. Gutsbesitzer u. Gemeindevorstand a. D. Friedrich Julius Paul, * 11.12. 1842, + 1.2.1931. Der da pflügt soll auf Hoffnung pflügen. 1. Cor. 9. V. 10“, Grabmal 2014 nicht mehr auffindbar - vor der Kirchhofsmauer fünf Linden in einer Reihe | 09209068 |
|                                         | Schule (heute Wohnhaus) mit Anbau | Wegefarther Straße 2 (Karte)         | Um 1870 | Zeittypischer Putzbau, Bestandteil der alten Ortsstruktur, als alte Schule von ortshistorischer Bedeutung. Zweigeschossig, Satteldach, gekoppelte Zwillingsfenster, im Erdgeschoss mit Segmentbogenabschluss, im Obergeschoss mit schlichter Verdachung, Sandsteingewände, Portal aus Sandstein mit Verdachung. | 09209069 |
| Direkt Bild zu diesem Denkmal hochladen | Brücke über den Schirmbach | Wegefarther Straße 2 (neben) (Karte) | 19. Jahrhundert | Bogenbrücke aus Bruchstein, dokumentiert alte Wegestruktur, ortsgeschichtlich von Bedeutung | 09209070 |
| Direkt Bild zu diesem Denkmal hochladen | Wohnstallhaus und Scheune eines ehemaligen Vierseithofes | Wegefarther Straße 17 (Karte)        | 2. Hälfte 19. Jahrhundert | Wohnstallhaus Obergeschoss Fachwerk, zeit- und landschaftstypische Holzbauweise, bau- und wirtschaftsgeschichtlich von Bedeutung. - Wohnstallhaus: Erdgeschoss massiv, Obergeschoss Fachwerk, zum Teil massiv, Satteldach (Ziegel) - Scheune: Bruchsteinsockel | 09209076 |
| Direkt Bild zu diesem Denkmal hochladen | Wohnstallhaus und Seitengebäude eines Bauernhofes | Wegefarther Straße 24 (Karte)        | Um 1750 | Bestandteil der alten Ortsstruktur, landschaftstypische Holzbauweise, bau- und sozialgeschichtlich von Bedeutung. - Wohnstallhaus: Erdgeschoss massiv, Obergeschoss Fachwerk, zweiriegeliges Fachwerk, Satteldach, originale Steingewände - Seitengebäude: Erdgeschoss massiv, Obergeschoss Fachwerk, Satteldach, eine Giebelseite verbrettert Ein Seitengebäude ohne Denkmalwert. | 09209075 |
| Direkt Bild zu diesem Denkmal hochladen | Mühle (Mittelmühle) | Wegefarther Straße 30 (Karte)        | Bezeichnet mit 1835 | Regionaltypischer Fachwerkbau, baugeschichtlich, orts- und technikgeschichtlich von Bedeutung. Erdgeschoss massiv, alte Türstöcke mit Segmentbogenabschluss und Schlussstein, Obergeschoss Fachwerk, Satteldach (Schiefer). | 09209077 |
| Direkt Bild zu diesem Denkmal hochladen | Wohnstallhaus | Wegefarther Straße 31 (Karte)        | Im Kern 17. Jahrhundert | Stattlicher Wohnbau mit alter Fachwerk-Konstruktion mit Kopfstreben und Andreaskreuzen, bau- und hausgeschichtlich von Bedeutung. Erdgeschoss massiv, Steingewände, originales Portal mit Verdachung, Obergeschoss Fachwerk, Satteldach (Schiefer). | 09209074 |
| Direkt Bild zu diesem Denkmal hochladen | Armenhaus | Wegefarther Straße 39 (Karte)        | 2. Hälfte 18. Jahrhundert | Weitestgehend originaler Fachwerk-Bau, bau- und ortsgeschichtlich von Bedeutung. Erdgeschoss massiv, Obergeschoss Fachwerk (verkleidet), Giebelseiten Fachwerk (verkleidet), Satteldach, Scheune ist ins Gebäude integriert. | 09209078 |
| Direkt Bild zu diesem Denkmal hochladen | Wohnstallhaus | Wegefarther Straße 42 (Karte)        | Um 1800 | Landschaftstypisches Fachwerkwohnhaus in typischer Holzbauweise, bau- und sozialgeschichtlich von Bedeutung. Erdgeschoss massiv, Obergeschoss Fachwerk, zum Teil in letzter Zeit massiv ausgesetzt, Giebelseiten verkleidet, steiles Satteldach. | 09209079 |
| Direkt Bild zu diesem Denkmal hochladen | Wohnstallhaus, zwei Seitengebäude und Scheune eines Vierseithofes | Wegefarther Straße 55 (Karte)        | Mitte 19. Jahrhundert (südliches Seitengebäude); 1893 (Wohnstallhaus); Ende 19. Jahrhundert (nördliches Seitengebäude und Scheune)       | Intaktes Hofensemble mit weitestgehend originalen Fachwerk-Gebäuden, bau- und wirtschaftsgeschichtlich von Bedeutung. - Wohnstallhaus (östliches Gebäude): Erdgeschoss massiv, Obergeschoss Fachwerk (verkleidet), zum Teil massiv, Satteldach (Schiefer) - Seitengebäude (nördliches Gebäude): Erdgeschoss massiv, Obergeschoss Fachwerk, Satteldach - Scheune (westliches Gebäude): massiv mit hölzernem Drempel - 2. Seitengebäude (südliches Gebäude): Erdgeschoss massiv, einbogige Kumthalle, Obergeschoss Fachwerk, Satteldach, Garage | 09209081 |

## Langhennersdorf
| Bild                                    | Bezeichnung | Lage                                | Datierung | Beschreibung | ID       |
| --------------------------------------- | --- | ----------------------------------- | --- | --- | -------- |
| Direkt Bild zu diesem Denkmal hochladen | Wohnstallhaus und Seitengebäude eines Dreiseithofes | Am Mühlgraben 1 (Karte)             | Um 1800 | Landschaftsprägende Holzbauweise, bau- und sozialgeschichtlich von Bedeutung. Erdgeschoss massiv mit breiten Fenstern, Obergeschoss Fachwerk, dorfabgewandte Giebelseite massiv, Satteldach. | 09208943 |
| Direkt Bild zu diesem Denkmal hochladen | Brücke über den Langhennersdorfer Bach | Am Mühlgraben 1 (vor) (Karte)       | 19. Jahrhundert | Bogenbrücke aus Bruchstein, dokumentiert alte Wegestruktur, ortsgeschichtlich von Bedeutung | 09208944 |
| Direkt Bild zu diesem Denkmal hochladen | Brücke über den Langhennersdorfer Bach | Am Mühlgraben 6 (gegenüber) (Karte) | 19. Jahrhundert | Bogenbrücke aus Bruchstein, dokumentiert alte Wegestruktur, ortsgeschichtlich von Bedeutung. Neue Fahrbahndecke und Geländer. | 09208993 |
| Direkt Bild zu diesem Denkmal hochladen | Wohnstallhaus | Am Mühlgraben 8 (Karte)             | 2. Hälfte 18. Jahrhundert | In seiner Originalität außergewöhnliches Wohnstallhaus, baugeschichtlich und ortsbildprägend von Bedeutung. Erdgeschoss massiv, Stallanbau massiv, Obergeschoss Fachwerk, eine Giebelseite Fachwerk, Satteldach. | 09208994 |
| Direkt Bild zu diesem Denkmal hochladen | Dietz-Mühle | Am Mühlgraben 14 (Karte)            | Um 1800 | Zwei originale Türstöcke, einer mit Schlussstein und Müllerwappen, bau- und technikgeschichtlich von Bedeutung. Zweigeschossig, massiv, ursprünglich war das Obergeschoss in Fachwerk, Satteldach. | 09208988 |
| Direkt Bild zu diesem Denkmal hochladen | Brücke über den Langhennersdorfer Bach | Am Perzbach 1 (vor) (Karte)         | Bezeichnet mit 1802 oder 1882 | Bogenbrücke aus Bruchstein, dokumentiert alte Wegestruktur, ortsgeschichtlich von Bedeutung. Neue Fahrbahndecke & Geländer. | 09208979 |
| Direkt Bild zu diesem Denkmal hochladen | Wohnstallhaus | Am Perzbach 3 (Karte)               | Um 1800 | Regionaltypisches Bauernhaus in Fachwerkbauweise mit Stichbogenportal, baugeschichtlich von Bedeutung. L-förmiger Grundriss, Erdgeschoss massiv, Obergeschoss Fachwerk (mit Platten verkleidet), Satteldach, originale Steingewände im Erdgeschoss. | 09208981 |
| Direkt Bild zu diesem Denkmal hochladen | Brücke über den Langhennersdorfer Bach | Am Perzbach 3 (vor) (Karte)         | 19. Jahrhundert | Bogenbrücke aus Bruchstein, dokumentiert alte Wegestruktur, ortsgeschichtlich von Bedeutung. Im Rundbogen errichtet, Schlussstein (nicht leserlich), neue Fahrbahndecke. | 09208980 |
| Direkt Bild zu diesem Denkmal hochladen | Brücke über den Langhennersdorfer Bach | Am Perzbach 5 (vor) (Karte)         | 19. Jahrhundert | Bogenbrücke aus Bruchstein, dokumentiert alte Wegestruktur, ortsgeschichtlich von Bedeutung. Nicht saniert, schlechter Erhaltungszustand, im Korbbogen errichtet mit Schlussstein (IDH). | 09208982 |
| Direkt Bild zu diesem Denkmal hochladen | Brücke über den Langhennersdorfer Bach | Am Perzbach 9 (vor) (Karte)         | Bezeichnet mit 1841 | Bogenbrücke aus Bruchstein, datierter Schlussstein, dokumentiert alte Wegestruktur, ortsgeschichtlich von Bedeutung. Brücke ist saniert, neue Fahrbahndecke und Geländer. | 09208983 |
| Direkt Bild zu diesem Denkmal hochladen | Brücke über den Langhennersdorfer Bach | Am Perzbach 18 (bei) (Karte)        | 19. Jahrhundert | Bogenbrücke aus Bruchstein, dokumentiert alte Wegestruktur, ortsgeschichtlich von Bedeutung. Saniert, neue Fahrbahndecke und Geländer. | 09208984 |
| Direkt Bild zu diesem Denkmal hochladen | Brücke über den Langhennersdorfer Bach | Birkenweg 1 (bei) (Karte)           | 19. Jahrhundert | Bogenbrücke aus Bruchstein, dokumentiert alte Wegestruktur, ortsgeschichtlich von Bedeutung. Neue Fahrbahndecke und Geländer, saniert. | 09208989 |
| Direkt Bild zu diesem Denkmal hochladen | Häuslerhaus | Birkenweg 7 (Karte)                 | Um 1800 | Bildprägender Fachwerk-Bau in gutem Originalzustand, dokumentiert alte Dorfstruktur, baugeschichtlich von Bedeutung. - Häuslerhaus: Erdgeschoss massiv, Obergeschoss Fachwerk (Sichtfachwerk), Satteldach (Schiefer) - Anbau: ebenfalls Erdgeschoss massiv, Obergeschoss Fachwerk (verbrettert) | 09208990 |
| Weitere Bilder                          | Kirche und Kirchhof Langhennersdorf (Sachgesamtheit) | Hauptstraße (Karte)                 | 13. Jahrhundert | Sachgesamtheit Kirche und Kirchhof Langhennersdorf mit folgenden Einzeldenkmalen: Kirche, Einfriedungsmauer des Kirchhofes mit Torhaus, elf Grabmale und zwei Grabanlagen (siehe 09208997); baugeschichtlich, ortsgeschichtlich und ortsbildprägend von Bedeutung | 09300508 |
| Weitere Bilder                          | Kirche mit Ausstattung, Einfriedungsmauer des Kirchhofes mit Torhaus, elf Grabmale und zwei Grabanlagen (Einzeldenkmale der Sachgesamtheit 09300508)                                   | Hauptstraße (Karte)                 | 13. Jahrhundert (Chor und Kapelle); bezeichnet mit 1560 (Taufe); 1721/22 (Altar); 1842 (Altarbild); 1910 (Glasgemälde der Stichbogen- und Maßwerkfenster) | Einzeldenkmale der Sachgesamtheit Kirche und Kirchhof Langhennersdorf; ehemalige Wallfahrtskirche, gotische Kirche mit spätromanischem Wehrturm und schlankem Dachreiter, verputzter Bruchsteinbau mit Strebenpfeilern, baugeschichtlich, ortsgeschichtlich und ortsbildprägend von Bedeutung. - Kirche: ehemalige Wallfahrtskirche, siehe Dehio Sachsen II, S. 756 - Einfriedung und Torhaus: Friedhof ist umgeben von gut erhaltener Bruchsteinmauer und Torhaus - Grabmale: - Grabmal des Pfarrers Anton Herrmann Königsdörffer (gest. 1889) und seiner Frau - Grabmal des Ludwig Wilhelm Wildenhayn: sandsteinerne Architektur, Nische mit darin befindlicher, kannelierter Halbsäule, diese mit Tuch und Inschrift, auf unterer Tafel bezeichnet mit 1846 - Grabmal an Südwestseite der Kirche mit Felsen, Schlange und Sarkophagen - barockes Grabmal eines Pfarrers an der Südseite der Kirche, Mitte 18. Jahrhundert - neogotisches Grabmal an der Kirchhofsmauer, 2. Hälfte 19. Jahrhundert - sechs barocke Grabmale an der Kirchhofsmauer, 18. Jahrhundert - Grabanlagen: - Erbbegräbnis der Familie Friedrich Hermann Bennewitz (1840–1908), Rittergutsbesitzer - Grabanlage der Erbrichterfamilie Karl Onesimus Küchenmeister (1826–1886) von Langhennersdorf, darunter Gruftanlage | 09208997 |
| Direkt Bild zu diesem Denkmal hochladen | Wohnstallhaus und Scheune eines Bauernhofes | Hauptstraße 8 (Karte)               | Um 1820 | Beide Gebäude in Fachwerkbauweise, Zeugnis ländlicher Bau- und Lebensweise, bau- und wirtschaftsgeschichtlich von Bedeutung. - Wohnstallhaus: Erdgeschoss massiv, Obergeschoss vorwiegend massiv, zur Hofseite etwas Fachwerk, alte Winterfenster, Krüppelwalmdach - Scheune: Fachwerk-Konstruktion, Satteldach (Schiefer) | 09208961 |
| Direkt Bild zu diesem Denkmal hochladen | Brücke über den Langhennersdorfer Bach | Hauptstraße 28 (vor) (Karte)        | 19. Jahrhundert | Bogenbrücke aus Bruchstein, dokumentiert alte Wegestruktur, ortsgeschichtlich von Bedeutung | 09208958 |
| Direkt Bild zu diesem Denkmal hochladen | Brücke über den Langhennersdorfer Bach | Hauptstraße 33 (vor) (Karte)        | 19. Jahrhundert | Bogenbrücke aus Bruchstein, dokumentiert alte Wegestruktur, ortsgeschichtlich von Bedeutung | 09208959 |
| Direkt Bild zu diesem Denkmal hochladen | Brücke über den Langhennersdorfer Bach | Hauptstraße 46 (vor) (Karte)        | 19. Jahrhundert | Bogenbrücke aus Bruchstein, dokumentiert alte Wegestruktur, ortsgeschichtlich von Bedeutung | 09208957 |
| Direkt Bild zu diesem Denkmal hochladen | Wohnstallhaus und Seitengebäude eines Bauernhofes | Hauptstraße 51 (Karte)              | Um 1820 | Landschaftstypische Holzbauweise in gutem Originalzustand, baugeschichtlich von Bedeutung. - Wohnstallhaus: Erdgeschoss massiv, originale Steingewände, Segmentbogenportale, Obergeschoss Fachwerk, Giebelseite verbrettert, Krüppelwalmdach (Wellpappe) - Seitengebäude: Erdgeschoss massiv, Obergeschoss Fachwerk, Satteldach | 09208955 |
| Direkt Bild zu diesem Denkmal hochladen | Tafel mit Hauszeichen | Hauptstraße 64 (Karte)              | Bezeichnet mit 1869 | Relieftafel an der alten Schmiede, Zeugnis alter Handwerkstätigkeit im Dorf, ortsgeschichtlich von Bedeutung, Darstellung des Schmiedehandwerkes | 09208954 |
| Direkt Bild zu diesem Denkmal hochladen | Brücke über den Langhennersdorfer Bach | Hauptstraße 64 (neben) (Karte)      | 19. Jahrhundert | Bogenbrücke aus Bruchstein, dokumentiert alte Wegestruktur, ortsgeschichtlich von Bedeutung. Neue Fahrbahndecke, Brücke ist saniert. | 09208962 |
| Direkt Bild zu diesem Denkmal hochladen | Mühlengebäude und Seitengebäude eines Mühlenanwesens (Schubert-Mühle) | Hauptstraße 69 (Karte)              | Bezeichnet mit 1841 | Mühle Obergeschoss Fachwerk, Seitengebäude verbretterte Holzkonstruktion, bau- und ortsgeschichtlich von Bedeutung. Zweigeschossig, Erdgeschoss massiv, mit Überformungen, Obergeschoss Fachwerk nur an Rückseite, hofseitig voll massiv, Krüppelwalmdach, keine Technik mehr vorhanden. | 09208953 |
| Direkt Bild zu diesem Denkmal hochladen | Brücke über den Langhennersdorfer Bach | Hauptstraße 69 (neben) (Karte)      | 19. Jahrhundert | Bogenbrücke aus Bruchstein, dokumentiert alte Wegestruktur, ortsgeschichtlich von Bedeutung. Brücke ist saniert. | 09208963 |
| Direkt Bild zu diesem Denkmal hochladen | Wohnstallhaus | Hauptstraße 73 (Karte)              | Um 1800 | Zeittypisches Bauernhaus mit landschaftstypischem Fachwerk-Obergeschoss, baugeschichtlich von Bedeutung. Erdgeschoss massiv, Obergeschoss Fachwerk (eine Seite verkleidet), eine Giebelseite massiv, Satteldach. | 09208965 |
| Direkt Bild zu diesem Denkmal hochladen | Nördliches Seitengebäude eines Vierseithofes | Hauptstraße 77 (Karte)              | Mitte 19. Jahrhundert | Regionaltypisches bäuerliches Nutzgebäude in Fachwerkbauweise, bau- und wirtschaftsgeschichtlich von Bedeutung. Scheune und Stall sind bauliche Einheit. - Scheune: Fachwerk-Konstruktion - Stallteil: Erdgeschoss massiv, Obergeschoss Fachwerk, Satteldach | 09208966 |
| Direkt Bild zu diesem Denkmal hochladen | Wohnstallhaus | Hauptstraße 81 (Karte)              | Um 1800 | Landschaftstypische Holzbauweise, prägend an der Dorfstraße gelegen, baugeschichtlich von Bedeutung. Erdgeschoss massiv, Obergeschoss Fachwerk (mit Holz verkleidet), Giebelseiten Fachwerk (verbrettert), kleinere Veränderungen im Erdgeschoss (Fenster), Satteldach, sehr hochliegende Fenster im Obergeschoss – deutet auf höheres Alter des Gebäudes hin. | 09208967 |
| Direkt Bild zu diesem Denkmal hochladen | Obere Schule (heute Wohnhaus) | Hauptstraße 82 (Karte)              | Um 1830 | Obergeschoss Fachwerk, bau- und ortsgeschichtlich von Bedeutung. Erdgeschoss massiv, Obergeschoss Fachwerk, Krüppelwalmdach (Schiefer), alter Türstock mit Verdachung, im Erdgeschoss mehrere breite Fenster, eine Giebelseite mit breiten Fenstern. | 09208951 |
| Direkt Bild zu diesem Denkmal hochladen | Westliche Scheune und südliches Stallgebäude eines Vierseithofes | Hauptstraße 88 (Karte)              | Ende 19. Jahrhundert | Imposante Fachwerk-Gebäude in gutem Originalzustand, Zeugnis der Bautätigkeit in der 2. Hälfte des 19. Jahrhunderts, bau- und wirtschaftsgeschichtlich von Bedeutung. - Stall: Erdgeschoss massiv, Segmentbogentore, Porphyrsäule: zweibogige Kumthalle, Obergeschoss Fachwerk, Satteldach - Scheune: Fachwerk, Sockelgeschoss massiv, Satteldach | 09208970 |
| Direkt Bild zu diesem Denkmal hochladen | Wohnstallhaus und zwei Seitengebäude eines Vierseithofes | Hauptstraße 98 (Karte)              | 2. Hälfte 18. Jahrhundert | Intakte Hofstruktur mit regionaltypischen Fachwerk-Gebäuden in gutem Originalzustand, bau- und wirtschaftsgeschichtlich von Bedeutung. - Wohnstallhaus: Erdgeschoss massiv, Obergeschoss Fachwerk (verbrettert), Giebelseiten massiv - 1. Seitengebäude: Erdgeschoss massiv, Obergeschoss Fachwerk (verkleidet), originale Fenster, Satteldach - 2. Seitengebäude: Erdgeschoss massiv, Obergeschoss Fachwerk (verbrettert), Satteldach | 09208972 |
| Direkt Bild zu diesem Denkmal hochladen | Brücke über den Langhennersdorfer Bach | Hauptstraße 98 (vor) (Karte)        | 19. Jahrhundert | Bogenbrücke aus Bruchstein, dokumentiert alte Wegestruktur, ortsgeschichtlich von Bedeutung. Bruchstein, niedrige Wangen. | 09208971 |
| Direkt Bild zu diesem Denkmal hochladen | Brücke über den Langhennersdorfer Bach | Hauptstraße 100 (vor) (Karte)       | 19. Jahrhundert | Bogenbrücke aus Bruchstein, dokumentiert alte Wegestruktur, ortsgeschichtlich von Bedeutung | 09208973 |
| Direkt Bild zu diesem Denkmal hochladen | Brücke über den Langhennersdorfer Bach | Hauptstraße 109 (neben) (Karte)     | 19. Jahrhundert | Bogenbrücke aus Bruchstein, dokumentiert alte Wegestruktur, ortsgeschichtlich von Bedeutung. Saniert, neue Fahrbahndecke. | 09208974 |
| Direkt Bild zu diesem Denkmal hochladen | Brücke über den Langhennersdorfer Bach | Hauptstraße 118 (vor) (Karte)       | 19. Jahrhundert | Bogenbrücke aus Bruchstein, dokumentiert alte Wegestruktur, ortsgeschichtlich von Bedeutung. Bogen aus Bruchsteinen ist Originalsubstanz, oberer Aufbau ist später errichtet worden. | 09208976 |
| Direkt Bild zu diesem Denkmal hochladen | Brücke über den Langhennersdorfer Bach | Hauptstraße 121 (vor) (Karte)       | 19. Jahrhundert | Bogenbrücke aus Bruchstein, dokumentiert alte Wegestruktur, ortsgeschichtlich von Bedeutung. Segmentbogen, Brücke ist nicht saniert, keine Wangen erhalten. | 09208977 |
| Direkt Bild zu diesem Denkmal hochladen | Wohnstallhaus mit Anbau | Hauptstraße 137 (Karte)             | Um 1800 | Landschaftstypisches Bauernhaus in Fachwerkbauweise, baugeschichtlich von Bedeutung. Erdgeschoss massiv, originale Steingewände, Erdgeschoss in Teilen aus Lehmziegeln, zum Teil aus Bruchstein, Anbau aus Ziegeln, Obergeschoss Fachwerk, Satteldach. | 09208949 |
| Direkt Bild zu diesem Denkmal hochladen | Wohnstallhaus eines Vierseithofes | Hauptstraße 138 (Karte)             | Um 1800 | Regionaltypische Holzbauweise, weitestgehend originaler Erhaltungszustand, intakte Hofstruktur, baugeschichtlich von Bedeutung. Erdgeschoss massiv, auf Hofseite vorkragend, Obergeschoss Fachwerk: zur Hofseite freiliegend, zur Dorfseite verschiefert, eine Giebelseite massiv, Satteldach (Schiefer). | 09208986 |
|                                         | Denkmal für die Gefallenen des Ersten Weltkrieges | Hauptstraße 158 (gegenüber) (Karte) | 1922 | Ortsgeschichtlich von Bedeutung. Porphyrblock mit Namen der Gefallenen, dahinter zwei Porphyrstelen, originale Einfriedung. | 09208947 |
| Direkt Bild zu diesem Denkmal hochladen | Ehemaliges Kantorat und Untere Schule | Hauptstraße 159 (Karte)             | Um 1800 | Stattlicher Bau mit verputztem Fachwerkobergeschoss, zusammen mit dem Pfarrhof und der Kirche bildprägende Lage im Dorfkern, bau- und ortsgeschichtlich von Bedeutung. Zweigeschossig, giebelständig, verputztes Fachwerk-Obergeschoss. | 09208946 |
| Direkt Bild zu diesem Denkmal hochladen | Pfarrhof bestehend aus östlichem Pfarrhaus, südlichem Seitengebäude, westlichem Seitengebäude mit Backhaus und nördlicher Scheune sowie Einfriedungsmauer mit Pforte und drei Torbögen | Hauptstraße 160, 161 (Karte)        | 1779 (Pfarrhaus); 1780 (westliches Seitengebäude); 1791 (Pfarrscheune); bezeichnet mit 1835 (Tordurchfahrt); 1874 (südliches Seitengebäude)               | Bruchsteinmauerwerk mit Fachwerkaufbau, alle Gebäude sind im historischen Stil erhalten und bilden durch die hohen Umfassungsmauern mit großen Torbögen eine harmonische Einheit, Ensemble von ortshistorischem Wert, malerische, dorfbildprägende Anlage von bau- und ortsgeschichtlicher Bedeutung. - Pfarrhaus: Erdgeschoss massiv, Fachwerk-Obergeschoss mit Mannfiguren, giebelständig zur Dorfstraße, Satteldach - westliches Wirtschaftsgebäude: Erdgeschoss massiv, Obergeschoss Fachwerk (erneuert), Stichbogenportale mit Schlussstein, Satteldach, Backhaus, Porphyrgewände - südliches Wirtschaftsgebäude: Erdgeschoss massiv, Porphyrgewände, Obergeschoss Fachwerk, Satteldach, Originalfenster - Hofbaum: Kastanie | 09208945 |
| Direkt Bild zu diesem Denkmal hochladen | Wohnstallhaus eines Dreiseithofes | Hauptstraße 166 (Karte)             | Um 1800 | Landschaftstypisches Bauernhaus in Fachwerkbauweise, baugeschichtlich von Bedeutung. Erdgeschoss massiv, Obergeschoss Fachwerk, Rückseite verbrettert, ein großes Fenster, Giebelseite massiv, breite Fenster, im Erdgeschoss Garage, Satteldach (Schiefer). | 09208995 |
| Direkt Bild zu diesem Denkmal hochladen | Häuslerhaus | Hauptstraße 168, 169 (Karte)        | Um 1800 | Regionaltypischer Fachwerkbau, baugeschichtlich und ortsbildprägend von Bedeutung. Zweigeschossig, Erdgeschoss massiv, Obergeschoss Fachwerk, eine Seite Sichtfachwerk, Giebel verbrettert, rückwärtiger Anbau. | 09208996 |
| Direkt Bild zu diesem Denkmal hochladen | Brücke über den Langhennersdorfer Bach | Kirchsteig 4 (vor) (Karte)          | 19. Jahrhundert | Bogenbrücke aus Bruchstein, dokumentiert alte Wegestruktur, ortsgeschichtlich von Bedeutung. Fahrbahndecke und Geländer neu, Brücke ist saniert. | 09208991 |
| Direkt Bild zu diesem Denkmal hochladen | Bauernhaus eines Dreiseithofes | Kirchsteig 8 (Karte)                | 1. Viertel 19. Jahrhundert | Weitestgehend original erhaltenes Fachwerk-Gebäude, baugeschichtlich von Bedeutung. Erdgeschoss massiv, Obergeschoss Fachwerk (verkleidet), Satteldach. | 09208992 |

## Wegefarth
| Bild                                    | Bezeichnung | Lage                                   | Datierung | Beschreibung | ID       |
| --------------------------------------- | --- | -------------------------------------- | --- | --- | -------- |
| Direkt Bild zu diesem Denkmal hochladen | Schafbrücke | (Flurstück 417/7) (Karte)              | 19. Jahrhundert | Alte Steinbogenbrücke, dokumentiert alte Wegestruktur, verkehrsgeschichtlich von Bedeutung | 09209059 |
| Direkt Bild zu diesem Denkmal hochladen | Kunstgraben und Röschen der Neuen Hoffnung-Gottes-Fundgrube | (Flurstücke 488, 328/1, 328/2) (Karte) | Um 1800 | Als wasserbauliche Anlage der größten Silbererzgrube im Striegistal von großer bergbaugeschichtlicher Bedeutung für die Region. Die Neue Hoffnung-Gottes-Fundgrube, bei Bräunsdorf gelegen, vmvermutlich im 17. Jahrhundert entstanden, erlangte als einzige der Gruben dieser Gegend größere Bedeutung und übernahm benachbarte Grubenbetriebe, baute etwa im 19. Jahrhundert Erze bis zu einer Tiefe von 290 m ab, um 1850 starke Verringerung der Erzanbrüche, zudem Schachtbruch, schadhafte Kunstteiche, hohe Verschuldung der Grube und Verweigerung von Zubußzahlungen durch die Gewerke, daraufhin 1863 endgültige Stilllegung der Grube, Zeugnisse sind das Huthaus der Neuen Hoffnung Gottes, einige Halden und Fragmente der ursprünglich umfangreichen wasserbaulichen Anlagen zur Versorgung der Grube mit Aufschlagwasser, darunter der um 1800 angelegte Obere Kunstgraben, von dem Teilstücke mitsamt den zugehörigen Röschenmundlöchern im Gelände erhalten sind, Kunstgraben zweigte an der Wegefarther Mühle von der Striegis ab (erhielt damit auch Wasser von der Revierwasserlaufsanstalt, das aus dem Oberen Großhartmannsdorfer Teich stammte, über den Kohlbach-Kunstgraben zur Himmelsfürst-Fundgrube südlich von Brand-Erbisdorf gelangte, dort Kunst- und Kehrräder antrieb und über den Thelersberger Stolln in die Striegis abgeleitet wurde – so ist etwa die Belehnung von „zwei Rädern Wasser auf dasige Kunstgezeuge und Pochwerke aus dem Oberen Großhartmannsdorfer Bergwerksteich“ aus dem Jahr 1768 überliefert). | 09209064 |
| Direkt Bild zu diesem Denkmal hochladen | Bahnwärterhaus und Nebengebäude | (Flurstücke 243b, 632/2) (Karte)       | 2. Hälfte 19. Jahrhundert | Direkt an der Bahnlinie stehende Gebäude in zeittypischer Klinkerbauweise, eisenbahngeschichtlich von Bedeutung. Eingeschossiger Klinkerbau mit Drempel, Satteldach, guter Originalzustand, Nebengebäude: eingeschossig, Satteldach (roter Klinker). | 09209065 |
| Direkt Bild zu diesem Denkmal hochladen | Nordwestliches Wohnstallhaus eines Vierseithofes | Goldberg 4 (Karte)                     | Portal bezeichnet mit 1843 | Obergeschoss Fachwerk, Teil der alten Ortsstruktur, baugeschichtlich von Bedeutung. Erdgeschoss massiv, sandsteinerne Tür- und Stallfenstergewände, Obergeschoss Fachwerk zweirieglig, steiles Satteldach. | 09209051 |
| Direkt Bild zu diesem Denkmal hochladen | Wohnstallhaus, Seitengebäude und Remise eines Vierseithofes | Goldberg 18 (Karte)                    | 1. Hälfte 19. Jahrhundert | Wohnstallhaus und Seitengebäude in Fachwerkbauweise und gutem Originalzustand, bau- und wirtschaftsgeschichtlich von Bedeutung. - Wohnstallhaus: Erdgeschoss massiv, verputzt, Obergeschoss Fachwerk zweirieglig, Satteldach, Giebelseite verputzt, Fenster neu - Seitengebäude: Erdgeschoss massiv verputzt, Obergeschoss Fachwerk, Hofseite verbrettert, teilweise alte Fenster, Bergetür, Satteldach Biberschwanzdeckung - Remise: aus Gneisbruch, zweigeschossig, verputzt mit originalem Graupelputz, glattgeputzte Ecklisenen und Gesimständer, einjochige Kumthalle, Satteldach in Biberschwanzdeckung - Scheune (Abbruch vor 2014): teilweise massiv aus Bruchstein, Fachwerk verbrettert, Satteldach Biberschwanzdeckung | 09209049 |
| Direkt Bild zu diesem Denkmal hochladen | Steinbogenbrücke über die Striegis | Obere Striegisgasse 4 (bei) (Karte)    | Mitte 19. Jahrhundert | Einbogige Natursteinbrücke, dokumentiert alte Wegestruktur, ortsgeschichtlich von Bedeutung. Rundbogige Steinbrücke aus Gneisbruchsteinen, neue Fahrbahndecke, 1991/1992 saniert. | 09209053 |
| Direkt Bild zu diesem Denkmal hochladen | Wohnstallhaus, Seitengebäude mit Kumthalle und zwei Scheunen eines Vierseithofes | Obere Striegisgasse 20 (Karte)         | 1883 abgebrannt, aufgebaut nach 1884 (Wohnstallhaus); 1883 (Seitengebäude)                                                                            | In Aussehen und Struktur weitgehend original erhaltener Bauernhof, bau- und wirtschaftsgeschichtlich von Bedeutung. - Wohnstallhaus (nördliches Gebäude): Erdgeschoss massiv, Obergeschoss Fachwerk zweirieglig, Giebelseite massiv, Satteldach - Scheune (östliches Gebäude): Fachwerk verbrettert, Satteldach - Scheune (südliches Seitengebäude): eingeschossig mit Drempel, massiv, verputzt, alter Putz, Blendbogen aus Backstein, Durchfahrt mit Schiebetor aus Holz, schiefergedecktes Satteldach - Stall (westliches Seitengebäude): Erdgeschoss massiv mit zweijochiger Kumthalle mit Säule, alte Tore, Obergeschoss Fachwerk zweirieglig mit alten Fenstern und Bergetür, Giebelseite massiv mit Bergetür am First, Satteldach | 09209052 |
| Direkt Bild zu diesem Denkmal hochladen | Bauernhaus und Scheune (Talkenberger Hof) | Postweg 1 (Karte)                      | Mitte 18. Jahrhundert | Bildprägendes, landschaftstypisches Fachwerk-Haus, baugeschichtlich und straßenbildprägend von Bedeutung. - Wohnhaus Erdgeschoss massiv, Obergeschoss Fachwerk (verkleidet), Satteldach (Schiefer) - Scheune: verbretterte Holzkonstruktion, Satteldach | 09209060 |
| Weitere Bilder                          | Eisenbahnbrücke über das Striegistal (Wegefarther Viadukt) | Talstraße (Karte)                      | 1866–1868 | Steinbogenbrücke mit 17 Bögen auf der Linie zwischen Freiberg und Oederan, eisenbahngeschichtlich, verkehrsgeschichtlich und landschaftsgestaltend von Bedeutung. Höhe 42 m, Pfeiler aus Gneisbruch aus sandsteinernen Gewölbetonnen, Füllungen aus Gneisbruch, Brückenkrone aus Beton (saniert). | 09209054 |
| Direkt Bild zu diesem Denkmal hochladen | Steinbogenbrücke über die Striegis | Talstraße (Karte)                      | 19. Jahrhundert | Einbogige Natursteinbrücke, dokumentiert alte Wegestruktur, ortsgeschichtlich von Bedeutung. Korbbogige Steinbogenbrücke aus Granitbossen, Krone erneuert, Brücke saniert. | 09209050 |
| Direkt Bild zu diesem Denkmal hochladen | Wohnstallhaus, zwei Scheunen und Seitengebäude eines Vierseithofes | Talstraße 1 (Karte)                    | Um 1800 (Wohnstallhaus); Anfang 19. Jahrhundert (Seitengebäude); Mitte 19. Jahrhundert (Scheunen)                                                     | In ihrer Struktur erhaltene Hofanlage, Teil der alten Ortsstruktur, baugeschichtlich, wirtschaftsgeschichtlich und ortsbildprägend von Bedeutung. - Wohnstallhaus (südwestliches Gebäude): Erdgeschoss massiv, verputzt, Erdgeschoss teilweise verputzt, zum Teil Fachwerk, Giebelseite verkleidet, schiefergedecktes, steiles Satteldach - Scheune (nordwestliches Gebäude): Erdgeschoss massiv mit Durchfahrt, Obergeschoss Fachwerk verbrettert, Satteldach - Scheune (südöstliches Gebäude): talseitiger Giebel massiv, Sockel massiv, der Rest Fachwerk verbrettert, Satteldach - Seitengebäude (nordöstliches Gebäude): zweites Geschoss massiv, verputzt, Obergeschoss mit Bergetür zum Teil Schiebefenstern, Satteldach | 09209055 |
| Direkt Bild zu diesem Denkmal hochladen | Wohnhaus und Scheune eines Gehöfts | Talstraße 2 (Karte)                    | Mitte 19. Jahrhundert | Zeit- und landschaftstypisches Wohnhaus, baugeschichtlich von Bedeutung. - Wohnhaus: zweigeschossig, massiv, Satteldach, kleiner Anbau (Backofen?) - Scheune: Bruchsteinsockel, Holzkonstruktion | 09209062 |
| Direkt Bild zu diesem Denkmal hochladen | Wohnstallhaus mit integriertem Scheunenteil | Talstraße 5 (Karte)                    | Mitte 19. Jahrhundert | In regionaltypischer Fachwerk-Bauweise, baugeschichtlich und ortsbildprägend von Bedeutung. - Erdgeschoss massiv, verputzt, Obergeschoss zum Teil Fachwerk, teils massiv ersetzt, Giebel verbrettert, schiefergedeckter Satteldach - angebaute Scheune: verbrettertes Fachwerk, Satteldach | 09209057 |
|                                         | Denkmal für die Gefallenen des Ersten Weltkrieges | Talstraße 22 (neben) (Karte)           | Nach 1918 | Ortsgeschichtlich von Bedeutung. Breitgelagerte, flache Ädikula aus Granit, im Giebel Eisernes Kreuz, Inschrift „1914 1918“, eingelassene Inschriftentafel fehlte und wurde durch eine spätere Tafel für die Opfer beider Weltkriege ersetzt, verbrochener Sandsteinsockel als Fassung für Bepflanzung. | 09209046 |
| Weitere Bilder                          | Herrenhaus (Nr. 24), nördliches Wirtschaftsgebäude mit Schweizerhaus (Nr. 32), südwestliches Brennereigebäude und Scheune (Nr. 28) des ehemaligen Rittergutes Wegefahrt sowie Park und Einfriedungsmauer | Talstraße 24, 28, 32 (Karte)           | Mitte 19. Jahrhundert (Gutsbrennerei); 2. Hälfte 19. Jahrhundert (Gutsscheune); bezeichnet mit 1921 (Schweizerhaus); bezeichnet mit 1926 (Herrenhaus) | Die Ortsstruktur bestimmendes ehemaliges Rittergut mit repräsentativem Herrenhaus, baugeschichtlich, ortsgeschichtlich und ortsbildprägend von Bedeutung. - Herrenhaus (Nummer 24): ein-zweigeschossig, massiv, verputzt, übergiebelter Mittelrisalit, mit vorgebautem, stark plastisch gearbeitetem Eingangsanbau aus schariertem Kunststein, korbbogiges Portal mit Kartusche, flankiert von jeweils zwei ionischen Pilastern, bauzeitlichen Türblatt mit Metallgittern, links bleiverglastes, hohes Treppenhausfenster, Gebäudeseiten eingeschossig mit hohen Mansarddächern und hohen Mansardfenstern, Haus komplett mit alten Fenstern erhalten, rückseitiger Verandenanbau mit bleiverglasten Fenstern - Brennerei (ohne Nummer): zweigeschossig, massiv, verputzt aus Bruchstein, Graupelputz, Ecklisenen glatt geputzt, Satteldach - Schweizerhaus (Nummer 32): hoher Gneisbruchsockel, sandsteinerne Fenstergewände, Portal mit Vorlage aus Gneisbruch, Schlussstein und Gesims aus Sandstein, Obergeschoss massiv, verputzt, mittiger Giebel, Krüppelwalmdach, Seitenteil auf verbrochenem Grundriss, eingeschossig, massiv, verputzt mit abgewalmtem Dach - Scheune (Nummer 28): eingeschossig mit Drempel, Graupelputz, leicht verändertes Wandöffnungsverhältnis - Einfriedungsmauer des Gutsparks aus Gneisbruchstein mit Zaunfeldern aus Holz - Scheunenstall (Abbruch vor 2014): hoher Gneisbruchsockel mit Strebepfeilern, eingeschossig, massiv, verputzt, Stallfenster mit Sandsteingewänden, Walmdach mit Biberschwanzdach-Kronen, hofseitige, dreijochige Kumthalle, Dachhäuschen mit Bergetür - Wagenschuppen (Abbruch vor 2014): hoher Gneisbruchsockel mit Strebepfeilern, eingeschossig, massiv verputzt, Satteldach | 09209045 |
| Direkt Bild zu diesem Denkmal hochladen | Mahlmühlengebäude, Müllerwohnhaus und Scheune eines Mühlenanwesens (Teichmann-Mühle) | Talstraße 41 (Karte)                   | 1. Hälfte 19. Jahrhundert (Müllerwohnhaus und Scheune); 19. Jahrhundert (Mühle)                                                                       | Frühe Industrieanlage, bau-, orts- und technikgeschichtlich von Bedeutung. in mehreren Bauphasen entstandener Gebäudekomplex, im 19. Jahrhundert zeitweise Mühle und Fabrik, in Bauakten verschiedene Eigentümer nachweisbar: 1873 Mühlen- und Fabrikbesitzer Carl Friedrich Zemmrich, 1881 F. Oswald Pfeiffer, Besitzer der Mahlmühle, 1906 Heinrich Paul Badstübner, 1910 August Friedrich Teichmann, Fabrikbesitzer aus Wingendorf wird Besitzer der Mühle, 1962 Übernahme Mühle durch LPG, - Mahlmühlengebäude und technische Ausstattung: 1883 tiefgreifender Umbau unter Einbeziehung älterer Bauteile, zu diesem Zeitpunkt zweigeschossiger Massivbau mit Satteldach ohne Unterkellerung, Baumeister Carl Sohr (Maurer), Vorgängerbau war 1873 schon vorhanden – vermutlich ehemaliges Wohnstallhaus in Massiv- und Fachwerkbauweise, bei Umbau wurden offensichtlich Teile der Umfangsmauern einbezogen, 1895 Einbau einer neuen Mühlentechnik durch Theodor Friedrich & Co., Maschinenfabrik und Mühlenanstalt Schönau b. Chemnitz und Wiederaufbau des abgebrannten Mahlmühlengebäudes, dabei erhielt Gebäude im Wesentlichen sein heutiges Erscheinungsbild - Mahlmühlengebäude (vor 2015 abgebrochen): dreigeschossig, Bruchstein- und Ziegelmauerwerk verputzt, Drempelgeschoss mit Ziegelmauerwerk, Satteldach mit Schieferdeckung, Fenster- und Türeinfassungen durch Natursteingewände eingefasst, im Inneren Holzeinbau, Fußböden mit einfacher Dielung, Zwischendecken auf Ständern und Unterzügen (Holz), original Holztreppen mit Geländer, technische Ausstattung, teilweise von 1895, Wasserrad später durch Elektroantrieb ersetzt, Transmissionsantrieb erhalten, ebenso Fahrstuhl – laut mündlicher Informationen Mühlentechnik nicht erhalten - Müllerwohnhaus: 1. Hälfte 19. Jahrhundert, Bruchsteinbau mit Natursteingewänden, bauzeitliche Türportale erhalten - Stallscheune: 1. Hälfte 19. Jahrhundert, eingeschossiger verputzter Bruchsteinbau, Satteldach, Toröffnungen, teilweise zugesetzt, aber deutlich erkennbar, 1875 bereits als Schauer in massiver Bauweise nachweisbar Denkmalwert: orts- und industriegeschichtlicher Wert. | 09208885 |
| Weitere Bilder                          | Kirche mit Ausstattung, Grufthaus und Kirchhofsmauer | Untere Striegisgasse (Karte)           | 1842 (Kirche); um 1510 (Einzelfigur); Anfang 17. Jahrhundert (Kanzel); um 1840 (Kruzifix); Ende 19. Jahrhundert (Altar)                               | Saalkirche im Rundbogenstil, verputzter Bruchsteinbau, bau- und ortsgeschichtlich von Bedeutung. - Kirche: siehe Dehio II, S. 758 - Grufthaus an der westlichen Kirchhofsmauer: kleiner Sandsteinbau mit Rundbogenportal, Satteldach - umlaufende Kirchhofsmauer: aus Bruchstein | 09209047 |
| Direkt Bild zu diesem Denkmal hochladen | Ehemalige Schule (heute Wohnhaus) | Untere Striegisgasse 1 (Karte)         | Vor 1875 | Ohne Anbau, schlichter Putzbau, ortsgeschichtlich von Bedeutung. Zweigeschossig, massiv, verputzt, Satteldach. | 09209048 |

## Ehemalige Denkmäler

### Ehemaliges Denkmal (Oberschöna)
| Bild                                    | Bezeichnung                     | Lage                        | Datierung       | Beschreibung | ID       |
| --------------------------------------- | ------------------------------- | --------------------------- | --------------- | --- | -------- |
| Direkt Bild zu diesem Denkmal hochladen | Straßenbrücke über die Striegis | Dorfstraße 12 (vor) (Karte) | 19. Jahrhundert | Einbogige Natursteinbrücke, dokumentiert alte Wegestruktur, ortsgeschichtlich von Bedeutung. Zwischen 2017 und 2023 von der Denkmalliste gestrichen. | 09209083 |

### Ehemaliges Denkmal (Kleinschirma)
| Bild                                    | Bezeichnung | Lage              | Datierung           | Beschreibung                        | ID       |
| --------------------------------------- | ----------- | ----------------- | ------------------- | ----------------------------------- | -------- |
| Direkt Bild zu diesem Denkmal hochladen | Wegestein   | Freiberger Straße | Bezeichnet mit 1791 | Verkehrsgeschichtlich von Bedeutung | 09209066 |

### Ehemaliges Denkmal (Wegefarth)
| Bild                                    | Bezeichnung   | Lage                | Datierung             | Beschreibung | ID       |
| --------------------------------------- | ------------- | ------------------- | --------------------- | --- | -------- |
| Direkt Bild zu diesem Denkmal hochladen | Wohnstallhaus | Talstraße 3 (Karte) | Mitte 19. Jahrhundert | In regionaltypischer Fachwerk-Bauweise, baugeschichtlich von Bedeutung. Erdgeschoss massiv, verputzt, Erdgeschoss Fenster sandsteinerne Gewände, Obergeschoss Fachwerk zweirieglig, Obergeschoss zum Teil massiv ersetzt, Satteldach. Zwischen 2021 und 2023 abgerissen. | 09209056 |

## Tabellenlegende
- Bild: Bild des Kulturdenkmals, ggf. zusätzlich mit einem Link zu weiteren Fotos des Kulturdenkmals im Medienarchiv Wikimedia Commons. Wenn man auf das Kamerasymbol klickt, können Fotos zu Kulturdenkmalen aus dieser Liste hochgeladen werden:
- Bezeichnung: Denkmalgeschützte Objekte und ggf. Bauwerksname des Kulturdenkmals
- Lage: Straßenname und Hausnummer oder Flurstücknummer des Kulturdenkmals. Die Grundsortierung der Liste erfolgt nach dieser Adresse. Der Link (Karte) führt zu verschiedenen Kartendiensten mit der Position des Kulturdenkmals. Fehlt dieser Link, wurden die Koordinaten noch nicht eingetragen. Sind diese bekannt, können sie über ein Tool mit einer Kartenansicht einfach nachgetragen werden. In dieser Kartenansicht sind Kulturdenkmale ohne Koordinaten mit einem roten bzw. orangen Marker dargestellt und können durch Verschieben auf die richtige Position in der Karte mit Koordinaten versehen werden. Kulturdenkmale ohne Bild sind an einem blauen bzw. roten Marker erkennbar.
- Datierung: Baubeginn, Fertigstellung, Datum der Erstnennung oder grobe zeitliche Einordnung entsprechend des Eintrags in der sächsischen Denkmaldatenbank
- Beschreibung: Kurzcharakteristik des Kulturdenkmals entsprechend des Eintrags in der sächsischen Denkmaldatenbank, ggf. ergänzt durch die dort nur selten veröffentlichten Erfassungstexte oder zusätzliche Informationen
- ID: Vom Landesamt für Denkmalpflege Sachsen vergebene, das Kulturdenkmal eindeutig identifizierende Objekt-Nummer. Der Link führt zum PDF-Denkmaldokument des Landesamtes für Denkmalpflege Sachsen. Bei ehemaligen Kulturdenkmalen können die Objektnummern unbekannt sein und deshalb fehlen bzw. die Links von aus der Datenbank entfernten Objektnummern ins Leere führen. Ein ggf. vorhandenes Icon  führt zu den Angaben des Kulturdenkmals bei Wikidata.

## Ausführliche Denkmaltexte
1. ↑  Transformatorenhäuschen (vor Dorfstraße 11 in Oberschöna):

Nachdem Freiberg bereits um 1905 über ein städtisches Stromversorgungsnetz verfügte, folgte zwischen 1910 und 1920 die Elektrifizierung der umliegenden Gemeinden. Um eine unrentable Zersplitterung der Versorgungsgebiete zu vermeiden, schlossen sich verschiedene Gemeinden zu Versorgungsverbänden mit jeweils eigenem Elektrizitätswerk zusammen, wobei die Gemeinde Oberschöna von dem 1911 gegründeten Überlandstromverband Freiberg durch ein Kraftwerk in Lichtenberg versorgt wurde. Im Zuge der fortschreitenden Vernetzung der regionalen Versorgungsnetze, so 1918 auch der Überlandstromverband Freiberg und die Elbtalzentrale Pirna, und schließlich der Verstaatlichung der sächsischen Stromversorgung verloren die einzelnen Versorgungsverbände ihre Unabhängigkeit. 1925 übernahm die 1923 gegründete Aktiengesellschaft Sächsische Werke auch das Elektrizitätswerk des Überlandstromverbands Freiberg, welches letztlich 1929 stillgelegt wurde. Wenige Großkraftwerke speisten nun in ein überregionales Stromnetz ein. So versorgte das Großkraftwerk Hirschfelde über die ab 1918 ausgebaute 100-kV-Fernleitung zwischen Dresden, Chemnitz, Silberstraße und Herlasgrün in zunehmendem Maße auch den Freiberger Raum. Die regional bestehenden Netzstrukturen aus 15-kV-Mittelspannungsleitungen und 220- bzw. 280-V-Ortsstromnetzen blieben erhalten, wurden aber mit der Zeit durch modernere Anlagen abgelöst.

Das vorliegende Trafohäuschen aus dem Jahr 1912 ist ein Zeugnis aus der Frühzeit der Elektrifizierung des Freiberger Raumes. Es beherbergte die technischen Anlagen zur Umwandlung von Mittelspannung in die für den Endverbraucher nutzbare Niederspannung und gehörte zu einer Vielzahl von in gleicher oder ähnlicher Bauweise in den Gemeinden errichteten Transformationenstationen. Es ist als Turmstation in Fachwerkbauweise ausgeführt und weist ein hohes, schiefergedecktes Zeltdach mit einem hölzernen, mit Satteldach versehenen Aufsatz für die Wanddurchführungen auf. Es steht am Anfang der Entwicklung einer neuen Bauaufgabe: der Umhüllung elektrotechnischer Anlagen in dörflicher und städtischer Umgebung. Gelöst wurde diese im Freiberger Raum zunächst mit einer den Zielen des Heimatschutzes verbundenen Gestaltung, bei der die technische Funktion weitgehend von einer gestalterisch in die Landschaft eingepassten baulichen Hülle verborgen wird.

Je nach der Dimensionierung der zu behausenden Transformatoren wurde der Fachwerk-Typenbau unterschiedlich groß ausgeführt. Die Anzahl der Stationen richtete sich nach Ausdehnung und Energiebedarf des jeweiligen Ortes. So befindet sich noch ein weiteres Trafohäuschen in Oberschöna (vgl. 09209108). Des Weiteren haben sich auch in den folgenden Ortschaften haben sich Transformatorenstationen dieser frühen Bauform erhalten:
  - Großvoigtsberg (08991785)
  - Kleinwaltersdorf (09201352)
  - Niederbobritzsch (09208259)
  - Oberschöna (vorliegendes Objekt sowie 09209108)
  - Reichenbach (08991601)
  - Seifersdorf (08991754)
  - Seiffen (ursprünglich aus Deutscheinsiedel, 09236523)

Spätere bauliche Formen von Transformatorenstationen sind nicht nur massiver und größer dimensioniert, sondern weisen auch eine wesentlich funktionalere, sachlichere Baukörpergestaltung auf. Neben den Turmstationen, die noch bis Ende der 1970er Jahre die vorherrschende Bauform für eine Transformatorenstation blieben, bestimmen heute vor allem schlichte Kompaktstationen aus standardisierten Bauteilen das Ortsbild.

Denkmalwert: Das vorliegende Trafohäuschen ist eines der wenigen erhaltenen Zeugnisse der frühen Elektrifizierung des Freiberger Raumes durch den Überlandstromverband Freiberg. Zusammen mit Transformatorenstationen gleicher Bauweise belegt es die zugrunde liegende Konzeption als Typenbau. Im Vergleich mit jüngeren Anlagen wird zudem auch die gestalterische Fortentwicklung dieser Bauaufgabe ersichtlich. Vor allem als Bestandteil eines Elektrizitätsversorgungssystems ist das Trafohäuschen als wichtiges regional- und versorgungsgeschichtliches Sachzeugnis mit hoher wissenschaftlich-dokumentarischer Bedeutung und großem Erlebniswert anzusehen. Die erhaltenen regionalen Kraftwerke sowie später die Kraftzentralen, Umspannwerke und Transformatorenstationen, aber auch die Leitungsnetze in den verschiedenen Spannungsbereichen machen die Stromversorgungsgeschichte Sachsen auch heute noch erfahrbar und belegen den Übergang von lokalen Versorgungsinseln zu einem staatlich gelenkten, überregionalen Versorgungsnetz für die Elektrizität. Darüber hinaus besitzt das vorliegende Trafohäuschen auch ortsbildprägenden Charakter. Dass sich die technische Aufgabe des Trafohäuschens hinter der sich in die Landschaft einpassenden Gestaltung der baulichen Hülle verbirgt, zeigt auch heute noch den Stellenwert des Heimatschutzes zur Zeit seiner Erbauung. Zusammen mit weiteren dieser älteren, inzwischen teils funktionslos gewordenen Transformatorenstationen – seien sie ebenfalls Typenbauten oder aber architektonisch individuell ausgestaltet – belegt das Trafohäuschen eine rücksichtsvolle Baukultur für technische Funktionsbauten im Ortsbild, die heute im Zuge rein wirtschaftlicher Überlegungen keine Rolle mehr spielt.
2. ↑  Grube Unverhoffter Segen Gottes Erbstolln:

Das Grubenfeld von Oberschöna bildet das westliche Außenrevier des Freiberger Bergbaureviers, Silbererzbergbau hier seit ca. 1500 nachweisbar. Unverhoffter Segen Gottes Erbstolln war hier die bedeutendste Grube, Grubenfeld betrieben von 1728 bis 1816, danach Verlagerung des Abbaus in das Feld des Friedrich August Stolln (bis 1843, östlich von Wegefarth), 1843 Zusammenschluss mehrerer benachbarter Gruben zur Grube Dorothea Erbstolln, nachfolgend weitere Abbautätigkeiten am westlichen Talhang, von 1878 bis 1894 letztes großes „Berggeschrei“ durch die Zenith Fundgrube (Wiederaufnahme der Grubenfelder von Unverhoffter Segen Gottes Erbstolln und Dorothea Erbstolln), die Erzförderung erfolgte im Unverhoffter Segen Gottes Erbstolln mit Handhaspeln, Karren und Körben, mit dem Übergang zum Tiefbau wurde 1774/1775 ein erstes Kunstgezeug zur Hebung des Grubenwassers errichtet (Antrieb mittels Feldgestänge vom Hammergraben des ehem. benachbarten Eisenhammers aus), 1790–1792 Ersatz durch neues Kunstgezeug, Beaufschlagung des Kunstrades über einen 4,3 km langen Kunstgraben, der nahe der Ölmühle östlich von Oberschöna abgezweigt und am Striegistalhang zur Grube geführt wurde (heute überwiegend nicht mehr erhalten).
  - Denkmalbestandteile:
    - gemauerte Radstube östlich des Schachts und unmittelbar unter der Tagesoberfläche (Höhe 13,5 m, Länge 12,5 m, Breite bis zu 2,0 m), aufgrund des brüchigen Umgebungsgesteins wurde sie (wie auch andere Bereiche der Schachtanlage) in Gneis-Bruchsteinmauerung ausgeführt, Schacht 1974/1975 von VEB Bergsicherung Schneeberg verwahrt
    - (im hinteren Teil verbrochene) Erzabbaue aus der Bergbauperiode um 1730
    - gemauerte Abzugsrösche nördlich des Schachts, mündet in den Abzugsgraben des ehemaligen Eisenhammers (1786 zum Pochwerk mit Erzwäsche umgebaut, später durch Stoßherdwäsche ersetzt), Rösche dient heute als Zugang für die Bergbau-Schauanlage
    - elliptisch gewölbtes Röschenmundloch (1974/1975 von VEB Bergsicherung Schneeberg wiederhergestellt)
    - Erzwäsche der Grube Dorothea Erbstolln: Poch- und Stoßherdwäsche von 1858 bis 1859, eingeschossiges Gebäude aus Bruchsteinen, ein Giebeldreieck aus Fachwerk, teils hölzerne Einfassungen an den Fenstern, Satteldach, flacher Anbau, ursprünglich Betrieb von drei Nasspochwerken und einem Trockenpochwerk mit je drei Stempeln sowie von drei Stoßherden zur Aufbereitung der unter Tage abgebauten Silbererze, Antrieb der technischen Einrichtungen mittels zweier Wasserräder in übertägiger Radstube, Steigerwohnung im Obergeschoss, das Tagegebäude wurde nach Stilllegung der Grube als Sägemühle nachgenutzt, Wasserräder trieben nun Sägegatter an, flacher Anbau aus dieser Nutzungsperiode stammend
    - Dampflokomobile der Firma Heinrich Lanz, um 1910 erbaut, 40 PS, ursprünglicher Aufstellungsort nicht bekannt, nach 1940 Aufstellung in der Holzwarenfabrik und Holzbiegerei Herbert Abendroth, welche u. a. Schlitten und Schneeschuhe produziert hat, lange Zeit ohne Nutzung, wodurch größere Schäden an der Maschine entstanden. Seit 2003 umfassende Restaurierung durch einen Verein, welcher die Maschine vorbildgetreu und mit großem Engagement restaurierte. Die Maschine ist heute funktionsfähig und steht in dem 1940 für ihre Aufstellung eigens erbauten Schuppen.

  - Datierungen:
    - Bergbauanlagenteil 18.–19. Jahrhundert
    - Radstube/Rösche/Mundloch Erbauung 1790–1792
    - Schacht 1974–1975 Verwahrung durch VEB Bergsicherung Schneeberg
    - Mundloch 1974–1975 Sanierung durch VEB Bergsicherung Schneeberg
    - 1858–1859 Erbauung Stoßherdwäsche
3. ↑  Wäschemangel und Mangeltisch in Bräunsdorf (Am Dorfbach 8):

Die Wäschemangel der Gemeinde Bräunsdorf befindet sich zurzeit nach einer Umsetzung in privater Hand und wird weiterhin durch die Bewohner der Ortschaft zum Glätten ihrer Wäsche genutzt. Bei der vorliegenden Kaltmangel wird dies durch den Druck des mit Steinen gefüllten Kastens erreicht, der sich über den mit Wäsche umwickelten Docken hin und her bewegt. Die daher auch als Kastenmangel bezeichnete Wäschemangel besteht aus Mangelgestell, Mangelkasten, Holzdocken und abnehmbarer Handkurbel. Das Mangelgestell weist halbhohe Ecksäulen und Rollenhölzer, d. h. Querbalken mit integrierten Holzrollen zur seitlichen Führung des Mangelkastens, auf. Ein vermutlich originaler, aber nachträglich umgesetzter Elektromotor (von Naumann & Nahke Motorenfabrik Chemnitz) treibt über einen Lederflachriemen eine hölzerne Riemenscheibe an der Rückseite des Mangelgestells an, deren Welle auch über eine Handkurbel an der Vorderseite der Mangel zu bedienen ist. Von hier aus wird die Drehbewegung über ein Zahnradgetriebe auf eine Welle auf der Brücke des Mangelgestells übertragen. Ein an dieser befestigtes Ritzel greift in die am Mangelkasten montierte Zahnstange ein und bewegt diesen dabei hin und her. Die Laufrichtung des Mangelkastens wird dabei durch die mal oberhalb, mal unterhalb des Ritzels geführte Zahnstange gesteuert, die zu diesem Zweck vertikal beweglich zwischen den seitlich am Mangelkasten befestigten Führungsstützen gelagert ist. Bei jeder Umkehrung der Laufrichtung wird der Mangelkasten zudem mit Hilfe eiserner, seitlich am Mangelkasten befestigter Auflaufzungen sowie entsprechenden Auflaufrollen an der Mittelstütze selbsttätig angekippt. Ein mechanisches, zum Teil hinter einer Holzverblendung verborgenes und über Holzanschläge an den Mangelkastenenden betätigtes Zählwerk in der Brücke löst nach einer bestimmten Anzahl an Vor- und Rückläufen des Mangelkastens mittels eines Bowdenzugs die Verriegelung der Schutzgitter. Durch das Herabfallen der Schutzgitter und die Positionsverlagerung der Hebel zu den Gegengewichten der Gitter unterhalb der Mangelplatte wird die Stromversorgung des Motors an der Innenseite der vorderen Mittelstütze unterbrochen, der Mangelkasten bleibt angekippt stehen und ermöglicht den gefahrlosen Austausch der Docken. Die Schutzgitter können zudem jederzeit per Hand geöffnet werden und führen damit ebenfalls zum Stillstand der Mangel. Zudem ist der zur Kastenmangel zugehörige Mangeltisch mit Austauschdocke zum Auf- und Abrollen der Wäschestücke erhalten.
  - Geschichtliche Einordnung: Kastenmangeln – zunächst lediglich aus einem mit Sand oder Steinen gefüllten Holzkasten bestehend – sind seit dem Mittelalter bekannt. Sie wurden an Holzgriffen oder mit Lederschlingen über die am Boden liegende oder auf Holzrollen gewickelte Wäsche gezogen. Später kombinierte man den Kasten mit einem Mangeltisch und erleichterte so dessen Bedienung. Größere Kastenmangeln, welche z. B. in Färbereien zum Einsatz kamen, konnten über Seilzugsysteme mit Hilfe von Treträdern oder Göpelwerken in Bewegung versetzt werden. Anfang des 19. Jahrhunderts versuchte man den für den hauswirtschaftlichen Gebrauch weiterhin mühseligen Mangelvorgang noch zu verbessern und versah die Kastenmangeln mit Kurbelantrieb. Nun konnte der auf den Wäscherollen gelagerte Kasten, geführt von einem Mangelgestell, mittels einer an beiden Schmalseiten des Kastens befestigten und um eine hölzerne Welle geschlungenen Kette bewegt werden. Die Drehrichtung der Kurbel bestimmte über Vor- und Rücklauf des Kastens. Mit dem Einsatz von Zahnradgetrieben und Schwungrädern war schließlich nicht nur eine bessere und gleichmäßigere Kraftübersetzung von Handkurbel auf Welle möglich, auch der Richtungswechsel des Kastens ließ sich so mechanisch lösen und gestattete eine kontinuierliche Drehbewegung der Kurbel. Der störungsanfällige Kettenantrieb konnte durch den Einsatz von Zahnstangen verbessert und die Kastenführung dadurch wesentlich stabilisiert werden. Blieben die Kastenmangeln in der Hauswirtschaft noch bis ins 20. Jahrhundert hinein handbetrieben, so z. B. in den Mangelhäuschen der Gemeinden oder Siedlungen, so ersetzten ab etwa 1870 vor allem in den gewerblichen Wäschereien die über Transmissionen mit Dampfkraft zu betreibenden Mangeln den Handkurbelbetrieb. Entsprechend der immer anspruchsvolleren Mechanik der Mangeln nahmen im Laufe des 19. Jahrhunderts etliche Maschinenfabriken Wäschemangeln in ihre Fertigungsreihen auf, auch auf hauswirtschaftliche Maschinen spezialisierte Fabriken entstanden, so z. B. Ernst Herrschuh in Chemnitz/Siegmar im Jahr 1860. Die vielfältigen Kastenmangel-Konstruktionen, einst von Mühlenbauern oder Zimmerleuten gefertigt, wurden nun durch Serienprodukte ersetzt. In den 1920er Jahren schließlich rüstete man die noch handbetriebenen Kaltmangeln oftmals mit einem Elektromotor nach, während Neubauten bereits mit Elektroantrieb ausgeliefert wurden. Derart ausgestattet waren sie bis in die 1990er Jahre hinein noch vielerorts in privaten Mangelstuben in Betrieb und konnten gegen ein Entgelt von der Bevölkerung genutzt werden. In den gewerblichen Wäschereien wurden Kastenmangeln bereits gegen Ende des 19. Jahrhunderts durch leistungsfähigere Mangelmaschinen, darunter auch Heißmangeln, verdrängt – hier führte die technologische Entwicklung letztlich zu den automatisierten Mangelstraßen der 1960er Jahre.
  - Denkmalwert: Die Kastenmangel ist in dieser Form ein Sachzeugnis der Hauswirtschaft sowie der gewerblichen Wäscherei des 19. und des 20. Jahrhunderts und dokumentiert die technologische Übertragung des Wäscherollens mit Mangelbrett und Holzrolle auf ein mechanisches Hilfsgerät. Sie belegt als späteres, bereits mit Elektromotor, Schutzgittern und Zählwerk ausgestattetes Modell die technologische Entwicklung der Kastenmangel hin zu einem möglichst selbsttätigen, leicht bedienbaren und daher arbeitssicheren Hilfsgerät der häuslichen Wäscherei. Zugleich dokumentiert sie auch den zwar erheblich erleichterten, aber im Vergleich zur heutigen Hauswirtschaft immer noch mühsamen Arbeitsvorgang des Wäscherollens und ist damit auch Zeugnis für die Arbeitsbedingungen der Hausfrau des 19. und 20. Jahrhunderts. Der Kastenmangel kommt somit eine hauswirtschaftsgeschichtliche und technikgeschichtliche Bedeutung zu. Bis heute haben sich vergleichsweise wenig Wäschemangeln in Sachsen erhalten, obgleich ursprünglich viele Ortschaften, teilweise auch größere Ortsteile oder Siedlungen, eine öffentlich nutzbare Mangelstube in privaten Räumlichkeiten oder in einem öffentlichen Mangelhäuschen aufwiesen. So kann einer einzelnen Wäschemangel inzwischen ein Seltenheitswert zuerkannt werden. Der bei dieser Mangel mit einem Bowdenzug gelöste Hebelmechanismus für die Schutzgitter ist nach derzeitigem Wissensstand jedenfalls singulär. Ein besonderer Aussagewert für die typische dezentrale Versorgungsstruktur in der Hauswirtschaft kann hingegen auch aus einer größeren Anzahl an erhaltenen Mangeln abgeleitet werden. Zudem kommt der vorliegenden Kastenmangel eine Bedeutung für die Ortsgeschichte Bräunsdorfs zu, das – wie in diesem Falle vorgenommene – Umsetzen einer Mangel schmälert die historische Bedeutung nur unwesentlich, da sie einerseits im Ort verblieben ist und andererseits das Umsetzen einer solchen mit hohen Anschaffungskosten verbundenen Maschine auch zu früheren Zeiten keine Seltenheit war. Zuletzt weist eine Kaltmangel – vor allem eine noch betriebsbereite – auch einen großen Erlebnis- und Erinnerungswert auf, so dass deren Erhalt von öffentlichem Interesse ist.
4. ↑  Einzeldenkmale der Sachgesamtheit Rittergut Bräunsdorf (Hainichener Straße 15–22):

Geschichte: Da nach dem Befreiungskrieg 1813–1815 Sachsen seine Landeswaisenanstalt in Langendorf bei Weißenfels verloren hatte, wurde nach einem neuen Standort gesucht. 1823 wurde das Rittergut des Schubarth von Kleefeld von der Königlichen Landesregierung aus Mitteln der Königlichen Armenhauptkasse erworben. Am 5. März 1824 wurde die neue Landeswaisenanstalt eingeweiht. Sie gehörte somit zu den ältesten ihrer Art in Deutschland. Nach der Waisenanstalt entwickelte sich eine Korrekturanstalt im zweiten Jahrzehnt nach Gründung der Anstalt. Nach 1945 Entwicklung vom Jugendwerkhof zur Einrichtung für schwer erziehbare Kinder, dann Kinder- und Jugendheim. Baulich umfasst die erste Entwicklungsstufe den Zeitraum 1824–1840. Mit Übernahme des ehemaligen Rittergutes 1824 wurden dessen Gebäude als staatliches Gut für Anstaltszwecke genutzt. Die Erziehungsanstalt war in neu errichteten Anbauten auf der nördlichen Seite des vierseitigen Gutshofes untergebracht. Eine in unmittelbarer Nähe früher errichtete Kapelle wurde der Anstalt später einverleibt und als Schul- und Bethaus seit 1824 bis zum Neubau einer Schule 1910 mit benutzt. Um die Kapazität der Anstalt zu erhöhen, wurde 1841–1842 das Hauptgebäude östlich des Staatsgutes errichtet. Dazu kam zeitgleich noch die Turnhalle. Im nächsten Jahrzehnt wurde südlich davon ein Gebäude zur Versorgung der Kranken errichtet. Mit dem Bau von Beamtenhäusern wurde um 1898 begonnen. Der planmäßige Ausbau der Anstalt und seine im Wesentlichen noch sichtbare architektonische Prägung sowie parkähnliche Anlage im Ensemble des früheren Rittergutkomplexes erfolgte in den Jahren 1910–1915. Es wurden weitere Beamtenhäuser und Nebengebäude außerhalb des Kerns der Anstalt errichtet, welche das Ortsbild veränderten (Quelle: Historie und große Teile der Textbeschreibung sind entnommen der „Dokumentation von Denkmalen 2000“, erarbeitet von der Gesellschaft für Strukturentwicklung und Qualifizierung Freiberg mbH – GSQ). 
1.) Haupt- oder Turmgebäude (Hainichener Straße 15): Viergeschossiger Bruchsteinbau, geputzt, zur Hälfte unterkellert (Tonnengewölbe), auf Vorderfassade mit liegenden Kellerfenstern umfassender Sandsteinsockel, Gliederung des Gebäudes durch umlaufendes profiliertes Gurtgesims und Fensterbankgesims. Hauptportal in Form einer Ädikula mit geputzten, kannelierten Pilastern und Architrav, auf Architrav reliefiertes sächsisches Staatswappen, flankiert von zwei Löwen, jeweils an den Ecken Putzrosetten. Die Vorderfassade auf der rechten Seite vom Erdgeschoss ist ebenfalls eine adäquat gestaltete Umrahmung, jedoch ohne Wappen und Rosette. Beim Umbau 1914 wurde das Walmdach auf der Giebelseite hochgezogen. Darauf Laterne auf quadratischem Sockel mit Stützpfeilern. Die Turmhaube geschweift. Am linken Turm (Laterne) vier Uhrenzifferblätter, schiefergedecktes Dach und Gauben mit Rundfenstern. Fenster des Erdgeschosses, im zweiten und dritten Geschoss 16-scheibige profilierte Kreuzstockfenster mit jeweils vier Drehflügeln. Zweiflügelige Haustür mit Oberlicht, dort schmiedeeisernes Ziergitter. Türblätter mit aufgesetzten Kassettenfüllungen.
2.) Küchengebäude (HNummer 16): 1911 erbaut, spätere Umbauten. Zweigeschossiger Ziegelbau, geputzt auf Sandsteinsockel, unterkellert, Eck- und Mittelrisalite, an der Nordseite Balkon auf Eisenträgern, Ostseite  wei Kellerzugänge mit Granittreppen, zwei zweiflügelige, kassettierte, verglaste und mit Ziergittern versehene Haustüren, umrahmt von einfachen Sandsteingewänden, über der Haustür an der Vorderfassade ein liegendes Oberlichtfenster mit Sprossenteilung.
3.) Turnhalle (Hainichener Straße 17): 1841 erbaut, Anbauten teilweise 1906. Eingeschossiger Bruchsteinbau, geputzt, vorstehender, in Höhe des Bodenniveaus angepaßter Spritzsockel, eingeschossiger nachträglicher Anbau mit flachgeneigtem Satteldach, Sandsteinfenstergewände mit im unteren Drittel auslaufenden Fasen, Fensteröffnungen teilweise zugesetzt, originale zweiflügelige Haustür mit Füllungen auf der Südgiebelseite mit aufgedoppelten Brettern, Haustür in flach profilierten Sandsteingewänden mit geradem Sturz.
4.) Knabenhaus (Hainichener Straße 18): 1910 erbaut. Dreigeschossiger Ziegelbau, geputzt auf Sandsteinsockel, unterkellert, dem Niveauunterschied des Gebäudes angepaßter und versetzter Grundriss mit unterschiedlichen Trauf- und Firsthöhen, höhenunterschiedliche Gesimse umlaufend, wenige Zierelemente: Gesimse, Lisenen und Spiegel an risalitartigen Portalbereichen der Vorder- und Rückfassade, unterschiedlich hochgezontes und versetztes Walmdach mit Biberschwanzziegel und Schiefer (Seitenverschalung) gedeckt, ursprüngliche Dachhechtfenster auf den Dachflächen sind durch einfache Dachfenster ersetzt, Haupteingang zugänglich über zweiarmige gerade Treppe (Gneisstein) mit Podest, Hintereingang ohne Freitreppe, Haupteingangstür zweiflügelig, Türblätter mit profilierten Leisten umrahmt und vertikalen Leisten, der Kämpfer mit flachem Zahnschnitt, zweischeibiges Oberlicht mit Ziervergitterung.
5.) Schule (Hainichener Straße 19): 1910 erbaut, dreigeschossiger Ziegelbau, geputzt, auf Sandsteinsockel, Granitstufenantritt zum Hauptportal, im Erdgeschoss umlaufendes Fensterbankgesims, Sandsteinquader-Umrahmung am Portal, darüber aufgeputzte und abgestufte rechteckige Spiegel, abgewalmtes Mansarddach mit Dacherker, teilweise mit Biberschwanzziegel und Flachziegel gedeckt, Mansardbereich mit Schiefer beschlagen, zweiflügelige zehnscheibige kassettierte Haustür, Oberlicht, einfaches Sandsteingewände, Fensterstürze und Brüstungen aus Sandstein, die vertikalen Umrahmungen als Faschen geputzt, Eckrisalite sowie mittlerer Teil durch aufgeputzte Spiegel, Sandsteingesimse und Lisenen gegliedert, segmentbogige Türverdachung mit aufgeputzten Reliefen, auf der Südseite befindlicher Vorhausanbau
6.) Mädchenhaus (Hainichener Straße 20): erbaut 1910, dreigeschossiger Ziegelbau auf Sandsteinsockel mit Keller, an der Ostfassade Eckrisalit mit verschieden gezonten Sandsteingesimsen und aufgeputzten Spiegeln, am rechten Eckrisalit Erkervorkragung auf Konsole, geputzte Säulen und Spiegel sowie flächige Ornamente, ehemaligen beidseitig angeordnete Dachhechte nicht erhalten, stattdessen einfache Dachfenster, mittlerer Dacherker an der Ostfassade mit ovalem Fenster, abgewalmtes Mansarddach mit Dacherker, im Mansardbereich mit Schiefer beschlagen, gesprosste Kreuzstockfenster an allen Fassaden erhalten
7.) Direktorenvilla (Hainichener Straße 21): 1913 erbaut, zweigeschossiger Ziegelbau, geputzt auf Sandsteinsockel mit Kellergeschoss, auf der Ostfassade im rechten Eckbereich vorgelagerter Anbau bis in Höhe des Obergeschosses, darüber ehemalige Balkontür, abgewalmtes Mansarddach, Biberschwanzdeckung, senkrechte Fensterfläche der Gauben mit Schiefer beschlagen, jeweils ein Dachhecht auf Nord- und Südseite, auf der Nordseite Vorhaus des Hauseingangs auf Sandsteinsockel mit Granitstufenantritt, einflügelige original erhaltene Haustür mit vier aufgesetzten Kassetten auf dem Türblatt, in der oberen Hälfte kreuzsprossiges einflügeliges Fenster, über der Tür flachbogiges Oberlicht mit fünffacher Sprossenteilung
8.) weitere zwei Männerhäuser (Hainichener Straße 22 und 25): ursprünglich zum Rittergut gehörend, später ausgegliedert, Nummer 25 Teil des Brauhausgebäudes, zweigeschossig (Baubeschreibung Hainichener Straße 23/24)
5. ↑  Einzeldenkmale der Sachgesamtheit Rittergut Bräunsdorf (Hainichener Straße 23, 24, 25, 26):

Der Ort Bräunsdorf wurde in einer bischöflichen Meißener Urkunde von 1381 unter dem Namen „Brugningistorf“, abgeleitet vom Personennamen Bruno, erwähnt. Dieser Bruno war offensichtlich derjenige Ansiedler, welcher in Kompetenz des Klosters Altzella die Bräunsdorfer Flur urbar machte. 1592 wurde Bräunsdorf Amtsdorf, d. h. dessen Gerichtsbarkeit wurde unmittelbar unter das zuständige landesfürstliche Freiberger Amt gestellt. Erwähnt wird ein Erbgericht mit Brau- und Schankgerechtigkeit, bei welchem es sich vermutlich um einen Teil des Grundstückes vom späteren Rittergut handelt. Nach einem kurfürstlichen Rescript von 1651 wurde das Dorf Bräunsdorf aus der Amtszuständigkeit genommen und für kanzleischriftlässig erklärt, d. h. der Status als Rittergut mit Patrimonialgerichtsbarkeit in Kompetenz des Erb- und Gerichtsherren Berlich bestätigt. In höheren Gerichtssachen unterstand das Rittergut Bräunsdorf dem Landgericht. 1815 wurden die Gebäude und landwirtschaftlichen Flächen vom aufgelösten Rittergut aus Mitteln der königlichen Armenhauptkasse von der königlichen Landesregierung übernommen. 1824 wurde ein Teil der Gebäude und Flächen für die Errichtung der Landeswaisenanstalt verwendet. Das Rittergut existierte als solches bis 1818. Als Staatsgut wurden bis in die jüngste Zeit die alten Rittergutsgebäude und Bodenflächen für die Landwirtschaft genutzt (Quelle: Historie und große Teile der Textbeschreibung entnommen dem Projekt „Dokumentation von Denkmalen 2000“, erarbeitet von der Gesellschaft für Strukturentwicklung und Qualifizierung Freiberg mbH – GSQ). Nach Auskunft der Gemeindeverwaltung Bräunsdorf, Herrn Störr, vom April 2002 wurde inzwischen eine Flurstücksteilung vorgenommen – Flst. 494/3 ist Rittergut, Flst. 494/6 ist WuK (Waisen- und Korrektionsanstalt) – und somit gehören die ehemaligen Wohngebäude des Rittergutes Nummer 22 und Nummer 25 (Teil des Brauhausgebäudes) nicht mehr zum Rittergut, sondern zur WuK. 
1.) Herrenhaus (heute Hainichener Straße 26, Abbruch zwischen 2009 und 2014): zweigeschossig, massiv, Bruchstein, verputzt, ohne Spritzsockel, profiliertes Hauptgesims auf Vorder- und Rückfassade, Zwillingsfenster im Erdgeschoss, originale Sandsteinfenstergewände im Erd- und Obergeschoss, teilweise noch alte Fenster, hohes Krüppelwalmdach, auf der Vorderdachfläche Dachgiebelaufsatz für Futter- bzw. Materialaufzug, markanter Dachreiter, an der Hoffassade links zwei flachbogige glatte Sandsteinportale mit Schlussstein (bezeichnet mit 1843, 1846 und 1930), zweiflügelige Türen, mit Kämpfer und vierscheibigem Oberlicht, Hauptportal des Herrenhauses spätbarockes Sandsteingewände mit Schlussstein (2. Hälfte 18. Jahrhundert), an der Ostgiebelseite eingeschossiger jüngerer Wasserhausanbau
2.) Kuhstall (Anbau an Westseite des Herrenhauses, ruinös): eingeschossiger Erweiterungsbau mit flachem  Satteldach, im Inneren Kappengewölbe auf Sandsteinsäulen
3.) Stallgebäude (Pferde- und Schweinestall): zweigeschossiger, zweigeteilter Back- bzw. Bruchsteinbau, verputzt, durch Brandmauer getrennt, unterschiedliche Dachgestaltung, Satteldach mit Biberschwanzdeckung, hofseitig zweireihig bzw. einreihig Dachhechte, Dungstätte an Rückfront von Bruchsteinmauer umfriedet
4.) Scheune: eingeschossiger Bruchsteinbau, verputzt, unterkellert mit drei großen Tonnengewölben, steiles Satteldach mit Fledermausgaupen, Biberschwanzdeckung, Giebelseite verbrettert, Hofseite zwei Kellertüren, steile Treppen zu Kellergewölben, drittes Kellergewölbe von westlicher Giebelseite zugängig, jeweils drei hölzerne Scheunentore anf Vorder- und Rückfassade, östlicher Scheunenteil zum Stall ausgebaut, mit liegenden Fenstern mit achter Sprossenteilung und Eisenrahmen (eventuell nachträglich)
5.) Torpfeiler: zwischen Scheune und ehemaligem Brauereigebäude, Torpfeiler mit Platte und Kugelaufsätzen
6.) Wohngebäude und ehemaliges Brauhausgebäude (Nummer 23/24/25): mehrere Bauphasen, vermutlich zwei Baukörper, Bruchsteinmauerwerk verputzt, ein Teil heute Wohnhaus (zur Waisen- und Korrektionsanstalt gehörend), zweiter Teil ehemaliges Brauhausgebäude, zweigeschossig, der rechte Teil mit Stallungen und Remisen entsprechend dem ansteigenden Bodenniveau eingeschossig, Dachbereich für Wohnzwecke ausgebaut, südlicher Dachgiebel verbrettert, Nordseite Satteldach mit Schopf, Biberschwanzdeckung, Fenstergewände Sandstein, barockes Sandsteinportal mit Schlussstein bezeichnet mit 1760
7.) Feldscheune (Abbruch zwischen 2001 und 2009): Fachwerk, eingeschossiger Bau, verbrettert, Ziegelsockel, Schiefer gedecktes Satteldach, auf der Nordseite unterkellerte Hocheinfahrt, beidseitig Scheunentore
8.) Wirtschaftsgebäude: Flurstück 499/6, gegenüber der Rittergutsscheune und des Pferde- und Schweinestalles stehend, eingeschossiger Bruchsteinbau mit Drempel, Walmdach mit Biberschwanzdeckung, große Toreinfahrt mit Segmentbogen abschließend, Holztor, an beiden Traufseiten nachträgliche niedrigere Anbauten mit Schleppdächern ohne Denkmalwert